# Казань-2 (аэропорт)
Аэропорт Казань-2 — гражданский аэропорт столицы Татарстана, существовавший в 1931—2003/2004 годах (регулярные авиарейсы обслуживались до конца 1990-х годов, по другой версии — до 2001 года). До 1979 года являлся единственным аэропортом Казани для регулярных пассажирских авиалиний.

## Территориальное расположение
Аэропорт Казань-2 находился в восточной части города, на территории Советского района. После того, как он был закрыт (2003—2004), в его восточной части на площади 91 га началось строительство Международного конно-спортивного комплекса «Казань», открытого в 2005 году. В западной части бывшего аэропорта, прилегающей к зданию аэровокзала, на площади 27 га планируется строительство многоэтажных жилых домов будущих микрорайонов 8 и 8А в составе жилого района «Седьмое небо». Частью этого жилого района также является многоэтажный жилой комплекс «Казань XXI век», возведённый в юго-западном секторе лётного поля вдоль бывшей бетонированной взлётно-посадочной полосы.
В начале 1930-х годов территория аэропорта находилась за пределами городской черты Казани. С расширением границ города в 1934 году аэропорт был включён в его состав, став частью образованного в том же году Молотовского района Казани (в 1957 году переименован в Советский район).

## Название
Первый гражданский аэропорт столицы Татарстана находился в 1924—1931 годах к югу от города, в районе деревни Горки и официально назывался аэростанцией Казань.
С началом строительства нового аэродрома к востоку от города (1931) и переносом сюда регулярных авиалиний именно за ним закрепилось официальное название аэростанция Казань (оно использовалось в 1930-е годы в основном в служебной документации). Но в обиходной речи его чаще всего называли аэродромом на Арском поле, потому что его территория являлась продолжением Арского поля.
Впрочем, уже к середине 1930-х годов воздушные ворота Казани стали называть аэропортом, а позже название аэропорт Казань закрепилось за ними официально и продержалось до 1984 года.
В 1979 году в Лаишевском районе Татарстана открылся новый аэропорт, за котором утвердили название аэропорт Казань-2. При этом находившийся в городской черте аэропорт Казань, отныне принимавший только местные авиалинии, в обиходной речи получил неофициальное название Старый аэропорт. В 1984 году новый аэропорт Казань-2, будучи основными воздушными воротами города, стал официально называться аэропортом Казань, а старый — аэропортом Казань-2. С тех пор аэропорт Казань-2 не менял своего названия вплоть до закрытия.

## Инфраструктура

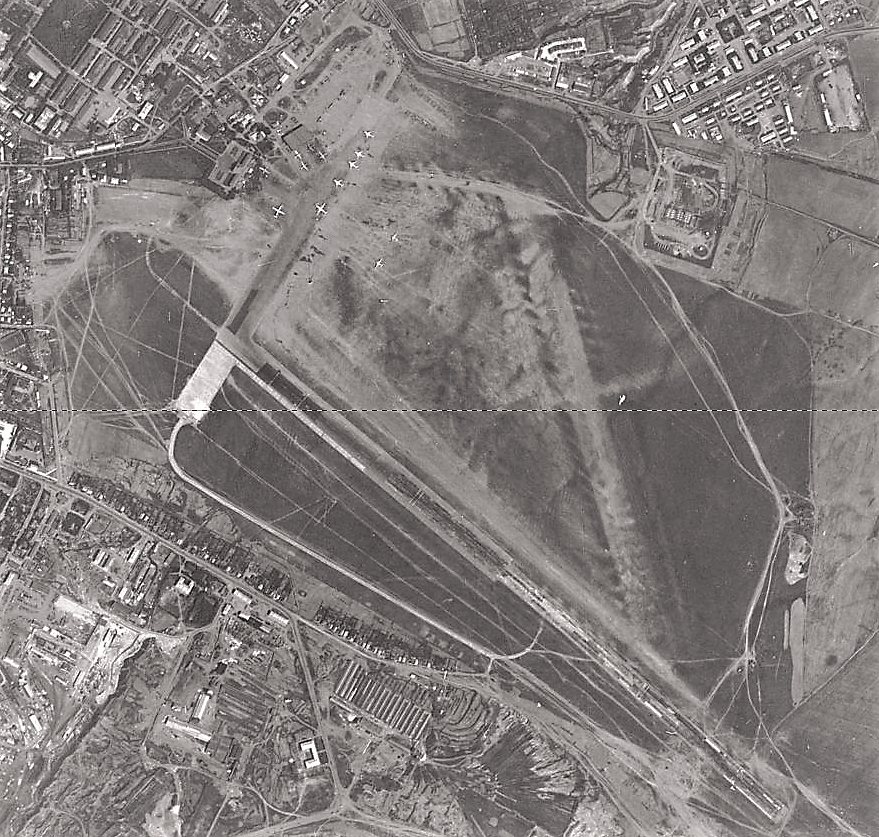
Аэропорт Казань на снимке с американского спутника (7 июня 1966)

В 1970-е годы, в период максимальной загрузки аэропорта Казань (Старого аэропорта), основу его инфраструктуры составляли следующие объекты:
- бетонированная взлётно-посадочная полоса длинной 1800 м × 49 м;
- грунтовая взлётно-посадочная полоса;
- рулёжные дорожки;
- асфальтированный перрон для стоянки пассажирских самолётов;
- перрон для авиации специального назначения (сельскохозяйственная, санитарная);
- производственно-диспетчерская служба предприятия;
- крытый ангар для технического обслуживания самолётов;
- автобаза;
- склад ГСМ;
- багажный павильон;
- аэровокзал с международным сектором (для пассажиров-иностранцев);
- терминал местных авиалиний;
- гостиница для транзитных пассажиров.

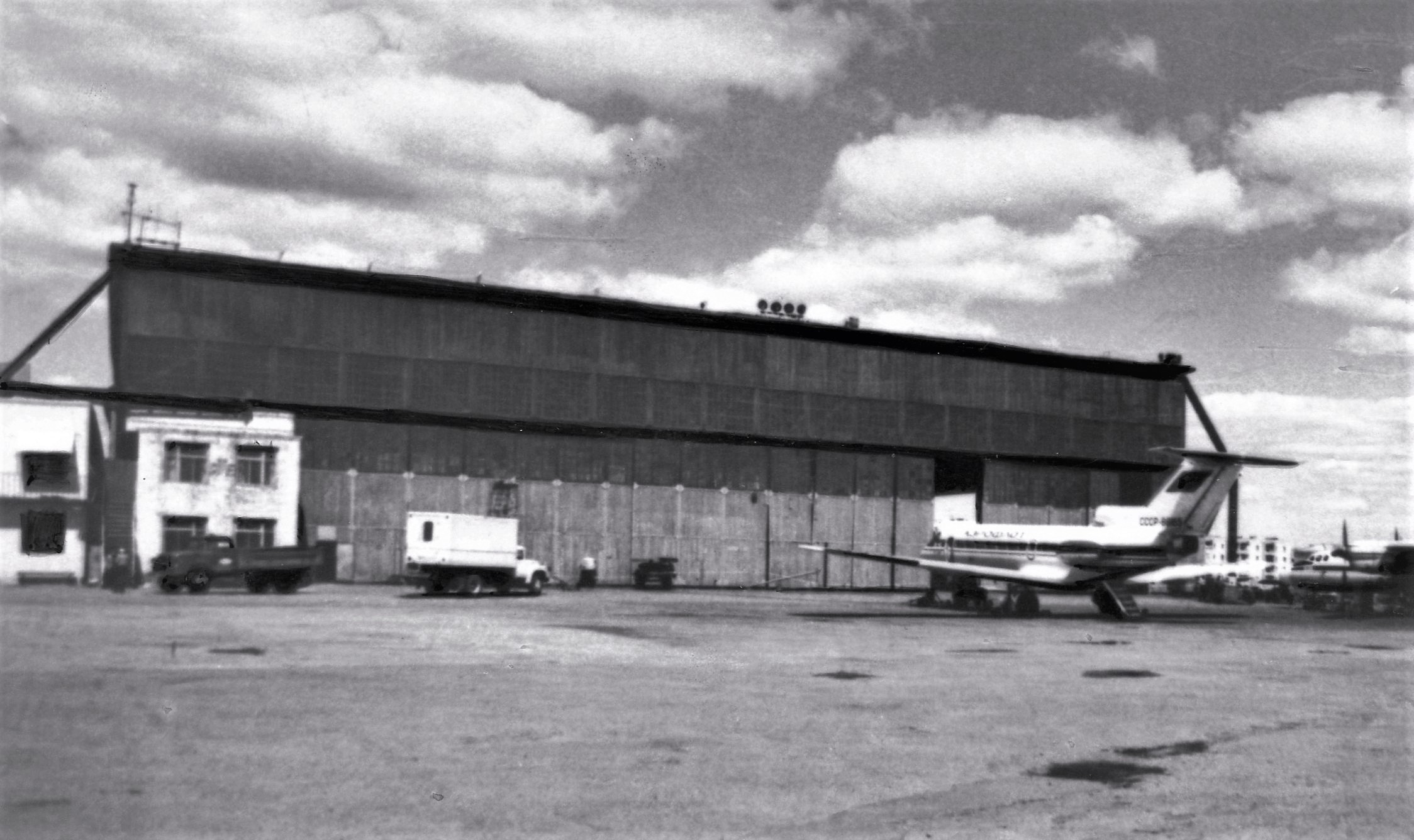
Старый ангар для самолётов постройки 1930-х годов в аэропорту Казань (1970-е)

### Аэровокзал
Казанский аэровокзал (ул. Патриса Лумумбы, 47А) был открыт 30 марта 1954 года. Его проектная пропускная способность составляла 200 человек в час. Здание аэровокзала построено по типовому проекту Московского государственного проектного института «Авиапроект» (главный архитектор Николай Макареня). Оно представляет собой прямоугольное двухэтажное строение длиной около 100 м с выступающим классическим портиком с колоннами в центральной части фасада, который сверху увенчан башней. С тыльной стороны, обращённой к бывшему лётному полю, здание имеет два небольших портика с колоннами. В здании аэровокзала размещались различные службы аэропорта, ресторан, комната отдыха, парикмахерская, телеграф, междугородный телефон, почта.

### Терминал местных авиалиний
Терминал местных авиалиний располагался с боковой (юго-западной) стороны Аэровокзальной площади. Это было типовое одноэтажное здание со стеклянным фасадом. Его строительство началось в конце 1960-х годов, а открытие состоялось 15 мая 1971 года.

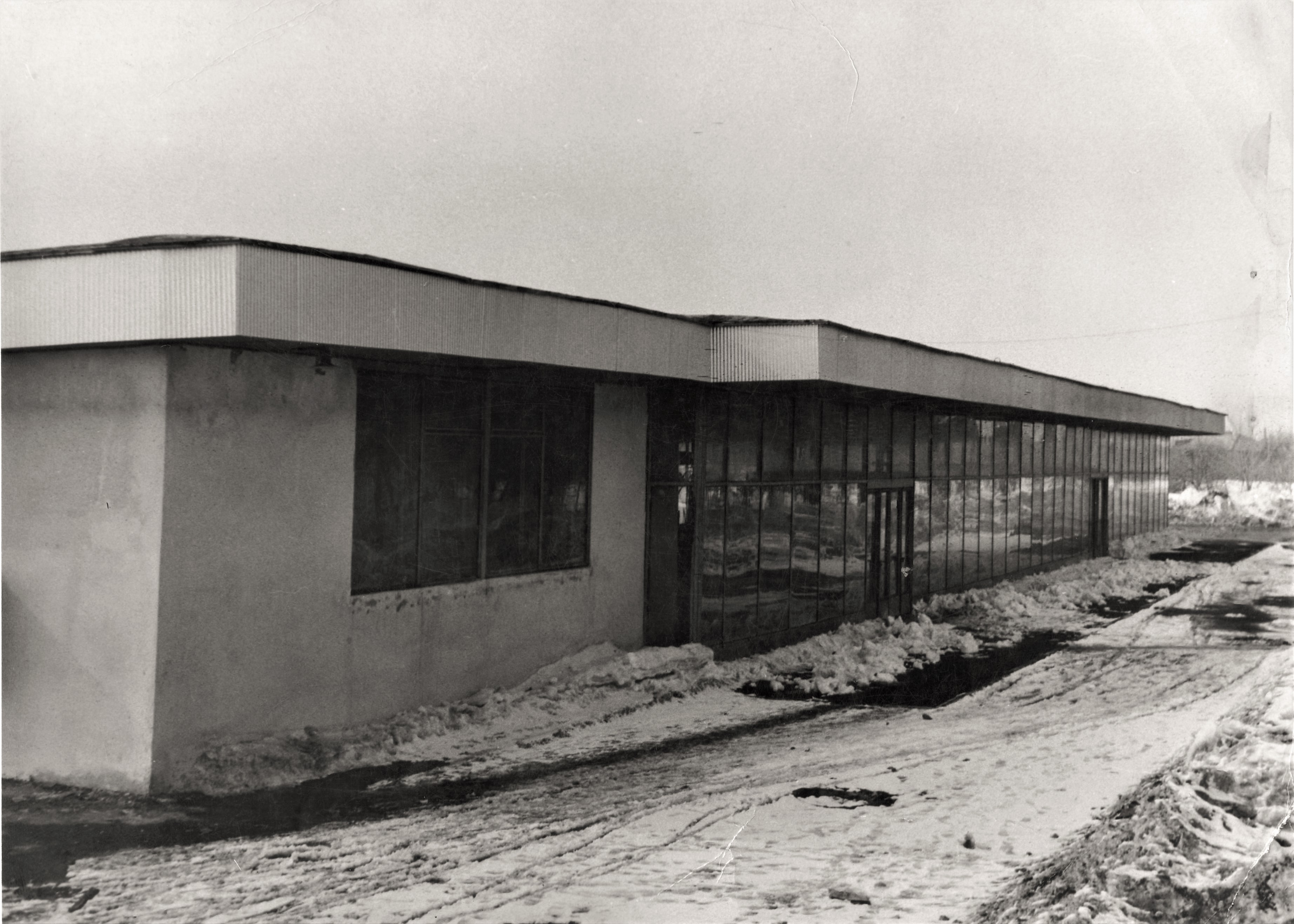
Строящийся терминал местных авиалиний (1970)

С открытием за городом нового аэропорта (1979) обслуживание пассажиров местных авиалиний было переведено в здание аэровокзала. А бывший терминал местных авиалиний был передан под сервисное обслуживание (кассы, зал ожидания) пассажиров пригородного автобусного маршрута 121, следовавшего до нового аэропорта. В этом качестве здание использовалось примерно до конца 1990-х годов, после чего было закрыто, а позже демонтировано.

### Гостиница
Первая гостиница аэропорта была открыта в 1954 году вместе со зданием аэровокзала и была рассчитана на 100 человек. Предположительно, она размещалась в сохранившемся двухэтажном здании между улицей Патриса Лумумбы и Аэровокзальной площадью (ул. Патриса Лумумбы, 47).
В 1968 году было построено новое пятиэтажное здание гостиницы (ул. Патриса Лумумбы, 49), которое позже стало использоваться как общежитие.

### Аэровокзальная площадь
Возникла в первой половине 1950-х годов вместе с сооружением аэровокзала Казанского аэропорта, по которому и получила своё название. Представляет собой асфальтированное прямоугольное пространство, ограниченное, с одной стороны, зданием аэровокзала, с других сторон — зелёными насаждениями. С площади имеется один выезд к улице Патриса Лумумбы.
В 1955 году до аэропорта Казань протянули троллейбусную линию с конечной остановкой рядом с Аэровокзальной площадью. По ней пустили троллейбусы 2-го маршрута, которые сначала ходили до железнодорожного вокзала, а с 1959 года — до Речного порта. Также в 1959—1963 годах от аэропорта до улицы Халтурина ходили троллейбусы 5-го маршрута. В 2008 году троллейбусное кольцо у Аэровокзальной площади ликвидировали.
На самой Аэровокзальной площади находились конечные остановки автобусных маршрутов. Помимо упомянутого выше маршрута 121, в начале 1980-х годов был открыт маршрут 56, следовавший до Московского рынка («Улица Волгоградская — Агентство „Аэрофлот“») и просуществовавший примерно до 2005 года.

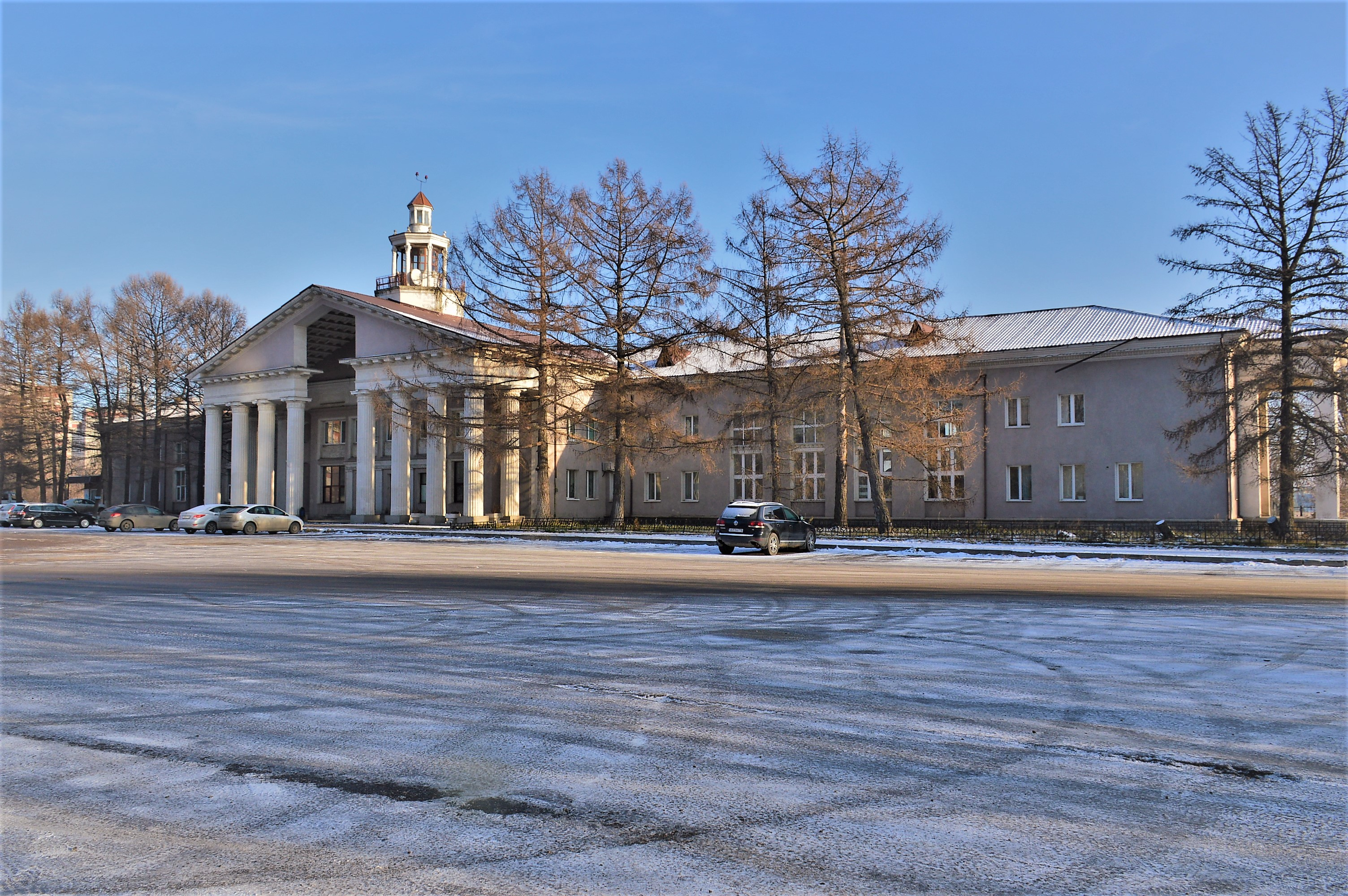
Здание Казанского аэровокзала (1954 год): вид со стороны Аэровокзальной площади (ноябрь 2020)
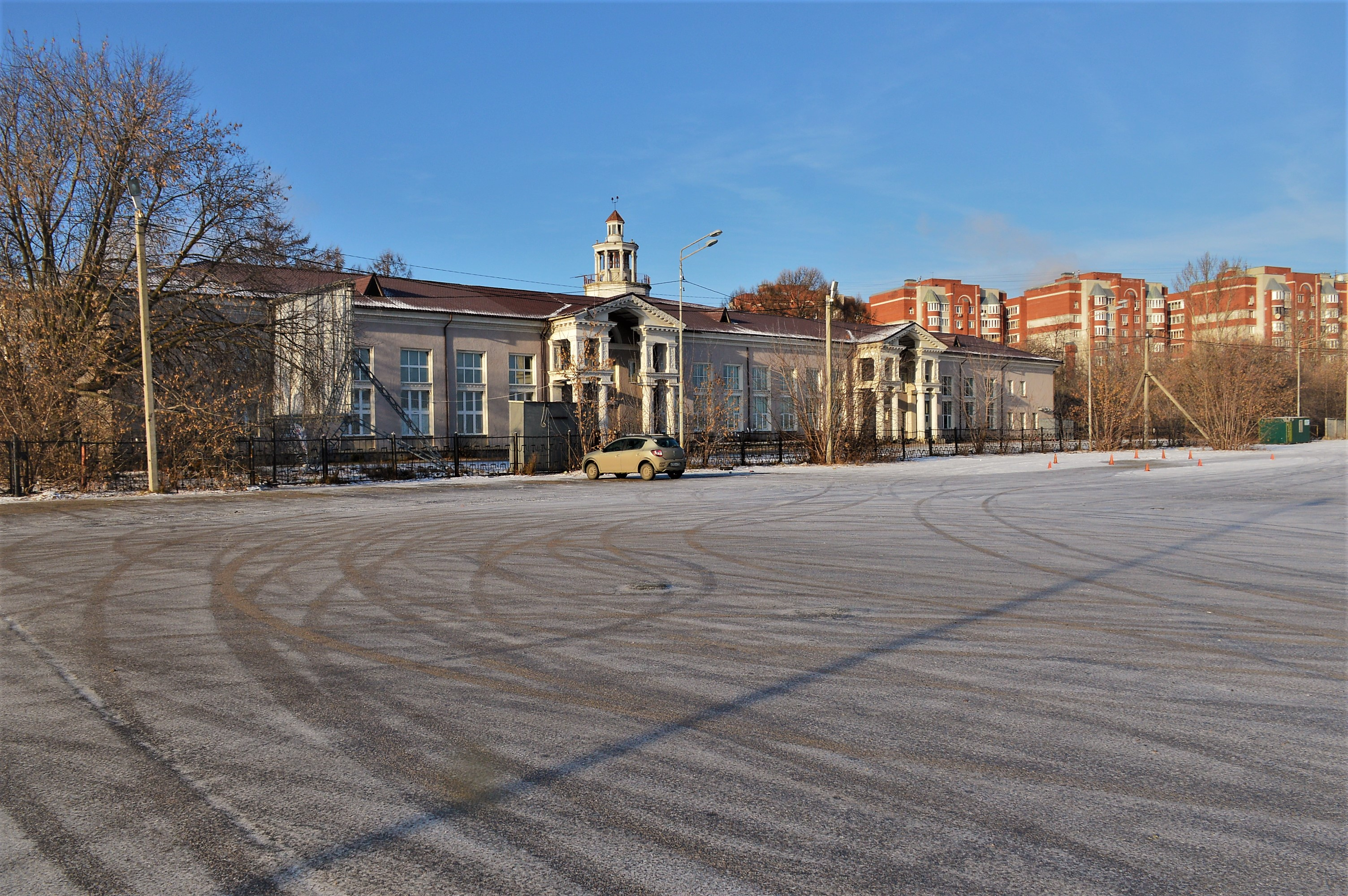
Здание Казанского аэровокзала (1954 год): вид со стороны бывшего лётного поля (ноябрь 2020)
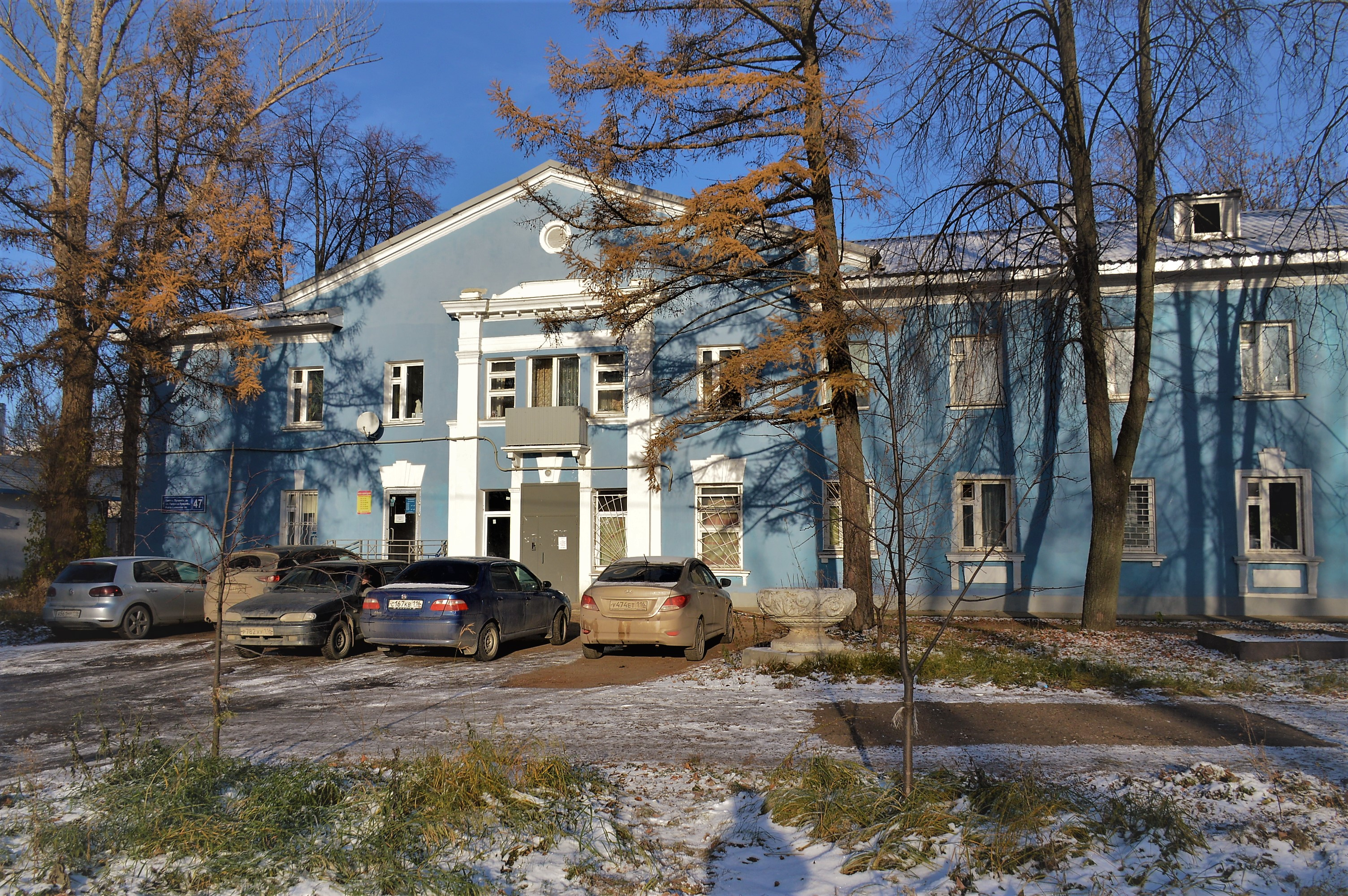
Вероятно, именно в этом здании располагалась гостиница аэропорта Казань, открытая в 1954 году: ул. Патриса Лумумбы, 47 (ноябрь 2020)
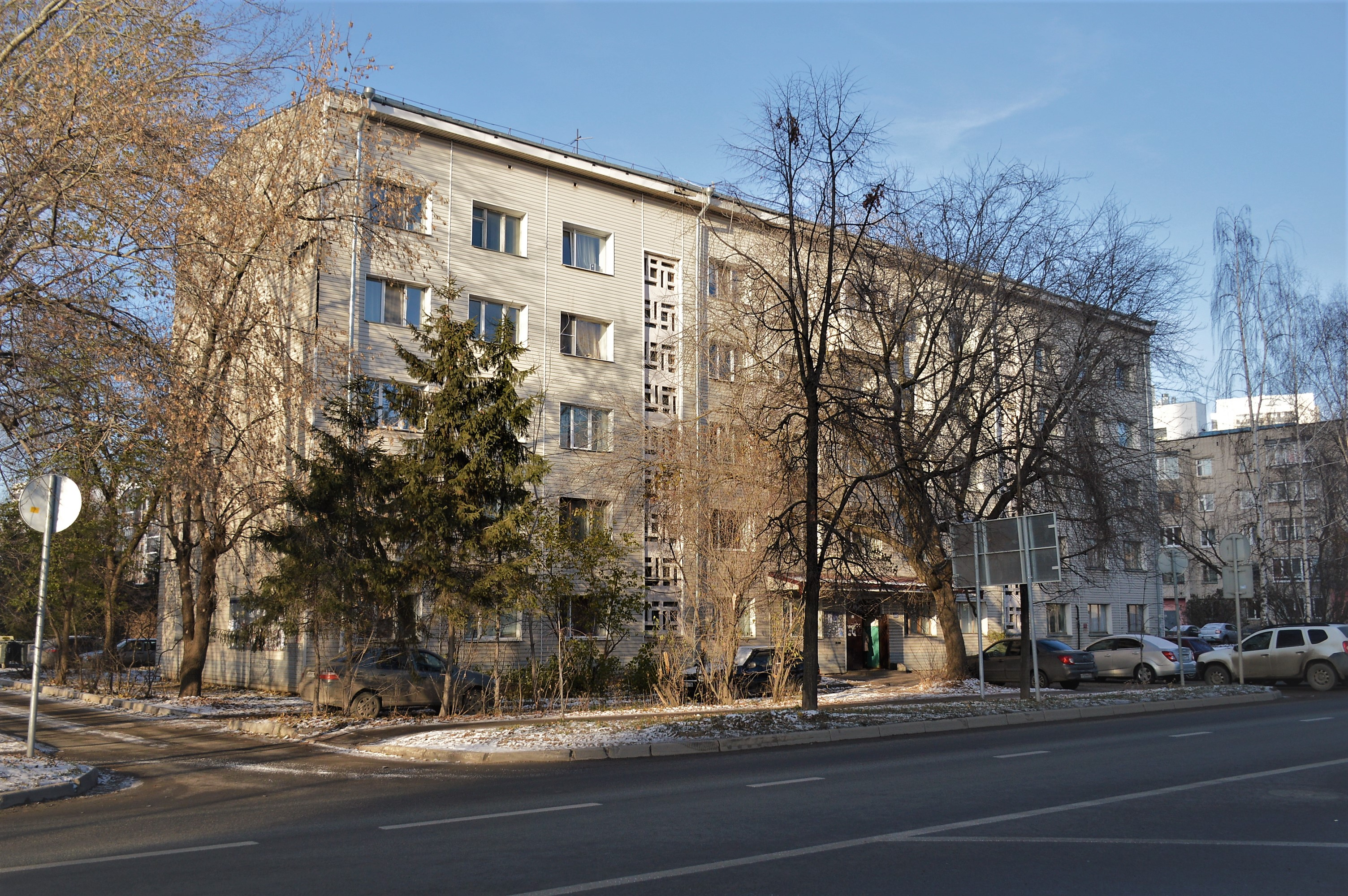
В этом пятиэтажном здании располагалась гостиница аэропорта Казань, открытая в 1968 году: ул. Патриса Лумумбы, 49 (ноябрь 2020)
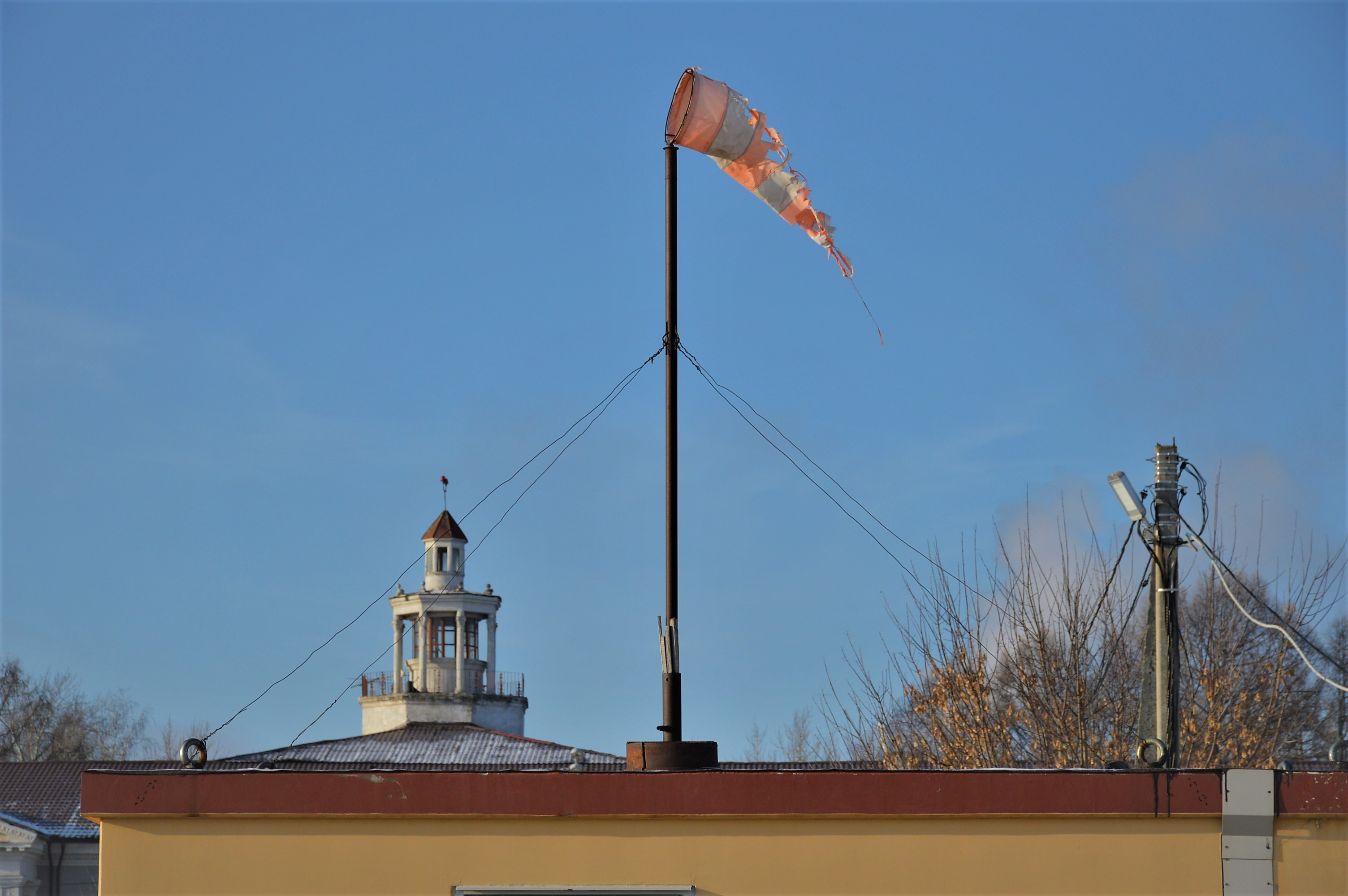
Ободранный ветроуказатель — символ исчезновения аэропорта (ноябрь 2020)

## Пассажиропоток и грузоперевозки
В довоенный период объём пассажирских перевозок Казанского аэропорта был небольшим. Заметный рост обозначился в послевоенные годы, начиная с 1950-х годов, благодаря расширению географии полётов, в том числе за счёт активного развития местных авиалиний (по Татарстану). Пик пассажирских перевозок пришёлся на 1970-годы. Но с открытием в 1979 году за городом нового аэропорта пассажиропоток в старом аэропорту резко сократился, достигнув в 1990-е годы минимальных значений.
В 1968 году Казанский аэропорт впервые в своей истории преодолел миллионный рубеж в ежегодных перевозках пассажиров.
В 1972 году был преодолён полуторамиллионный рубеж. Этим пассажиром оказалась работница столовой Мария Фёдоровна Куликова. 1500001-м пассажиром 1972 года стал студент Казанского ветеринарного института Александр Бояринов. По традиции, существовавшей в «Аэрофлоте», им обоим были вручены памятные подарки и бесплатные билеты.
| Объём пассажиропотока и грузоперевозок аэропорта Казань в 1950-е—1970-е годы | Объём пассажиропотока и грузоперевозок аэропорта Казань в 1950-е—1970-е годы | Объём пассажиропотока и грузоперевозок аэропорта Казань в 1950-е—1970-е годы | Объём пассажиропотока и грузоперевозок аэропорта Казань в 1950-е—1970-е годы |
| Год                                                                          | Количество перевезённых пассажиров (чел.)                                    | Объём перевезённых грузов (тонн)                                             | Объём перевезённой почты (тонн)                                              |
| ---------------------------------------------------------------------------- | ---------------------------------------------------------------------------- | ---------------------------------------------------------------------------- | ---------------------------------------------------------------------------- |
| 1952                                                                         | 16 500                                                                       | —                                                                            | —                                                                            |
| 1954                                                                         | 10 400                                                                       | —                                                                            | —                                                                            |
| 1961                                                                         | 457 000                                                                      | —                                                                            | —                                                                            |
| 1962                                                                         | более 500 000                                                                | —                                                                            | —                                                                            |
| 1966                                                                         | 805 700                                                                      | 8 511                                                                        | 3 045                                                                        |
| 1971                                                                         | более 1 300 000                                                              | 13 000                                                                       | 4 000                                                                        |
| 1972                                                                         | 1 654 340                                                                    | —                                                                            | —                                                                            |

## Воздушные суда постоянного базирования
| Типы воздушных судов, постоянно базировавшихся в аэропорту Казань / Казань-2 | Типы воздушных судов, постоянно базировавшихся в аэропорту Казань / Казань-2 | Типы воздушных судов, постоянно базировавшихся в аэропорту Казань / Казань-2 |
| Тип воздушного судна                                                         | Годы базирования                                                             | Количество единиц (год)                                                      |
| ---------------------------------------------------------------------------- | ---------------------------------------------------------------------------- | ---------------------------------------------------------------------------- |
| У-2 (По-2)                                                                   | 1933—1958/1960                                                               | 3 (1933), 12 (1952)                                                          |
| У-2АП («Аэроопылитель»)                                                      | 1935—1950-е                                                                  | —                                                                            |
| У-2СП («для спецприменения»)                                                 | 1935—?                                                                       | —                                                                            |
| С-1 (санитарный вариант У-2)                                                 | 1938—?                                                                       | —                                                                            |
| С-2 (санитарный вариант У-2)                                                 | ?—1950-е                                                                     | —                                                                            |
| АИР-6 (Я-6)                                                                  | 1935—?                                                                       | —                                                                            |
| Ан-2                                                                         | 1951—2003/2004                                                               | 3 (1952), около 40 (конец 1970-х), 15 (1994)                                 |
| Як-12                                                                        | 1952—1973                                                                    | 2 (1952)                                                                     |
| Ли-2                                                                         | 1957—1972                                                                    | 3 (1960), 2 (1972)                                                           |
| Ил-14                                                                        | 1957—1975                                                                    | —                                                                            |
| Ту-124                                                                       | 1964—1979                                                                    | 3 (1964), 9 (1979)                                                           |
| Ан-24                                                                        | 1967—1982                                                                    | —                                                                            |
| Як-40                                                                        | 1975—1982                                                                    | —                                                                            |
| Л-410УВП                                                                     | 1981—2003/2004                                                               | —                                                                            |
| Вертолёт Ми-1                                                                | 1960-е—1973                                                                  | —                                                                            |
| Вертолёт Ми-8МТВ                                                             | 1988—2003/2004                                                               | —                                                                            |

## История
Появление в Казани на Арском поле гражданского аэродрома было обусловлено тем, что прежний аэродром (аэростанция Казань), располагавшийся к югу от города у деревни Горки, к началу 1930-х годов был перегружен и не имел возможности к расширению. По этой причине было принято решение подыскать новую площадку. Выбор был сделан в пользу восточной оконечности Арского поля, на участке, располагавшемся южнее Мамадышского тракта, недалеко от артиллерийских казарм.
В 1931 году одна из казанских газет сообщала: «В связи с увеличением пассажирского авиадвижения уже приступлено к организации новой аэростанции на Арском поле в 8 км от города». Эта ошибочная информация (о 8 км от города), приведённая в книге Р. А. Ибрагимова «Крылья Татарстана» (1985), позже была растиражирована в других изданиях. На самом деле аэродром находился в непосредственной близости от городской черты, которая в те годы проходила в районе пересечения нынешних улиц Гвардейской, Патриса Лумумбы и Николая Ершова, и расстояние до ближней оконечности лётного поля составляло около полукилометра. При этом расстояние до центра города (главпочтамта) было 4 км по прямой и около 4,5 км при движении по улицам.

### Строительство аэропорта Казань (1931—1933)

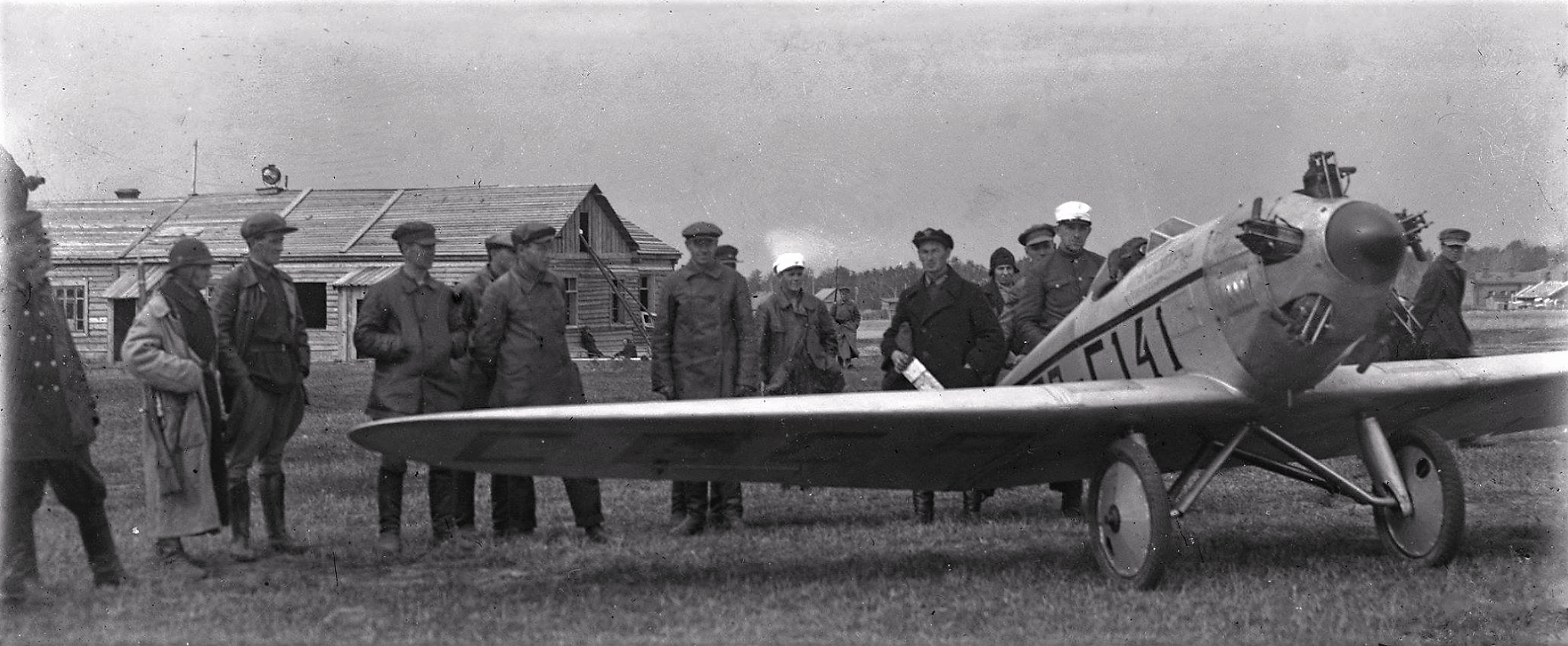
Казань, аэродром на Арском поле (сентябрь 1932)

Строительство аэропорта Казань на Арском поле началось летом 1931 года на землях, находившихся в пользовании крестьян пригородного села Малые Клыки. Впрочем, небольшая аэродромная площадка существовала здесь уже в 1930 году. Вокруг неё были кустарники и овраги, которые выкорчёвывались и засыпались. Для работ привлекались сотрудники предприятий и учреждений города.
«Были организованы рабочие комсомольские бригады. Не остались в стороне и студенты. Дорожный факультет КИКСа производит съёмку территории нового аэродрома, помогает строить по своим чертежам подъездные пути. Для расширения аэродрома нужно было раскорчевать пни, закопать ямы, овраги, создать дерновый покров на всём лётном поле. Все работы выполнялись в основном вручную, с помощью лопат, тачек и носилок.».
По воспоминаниям ветерана аэропорта Казань И. Р. Симонова, работавшего в нём с 1932 года, в районе нынешнего здания администрации Советского района стоял длинный барак-насыпушка. Именно в нём изначально располагалась контора аэропорта, столовая и Ленинская комната, служившая местом отдыха экипажей и залом ожидания для ещё редких в то время пассажиров. В этом же бараке находился узел связи, включавший в себя метеорологическую станцию, радиобюро и диспетчерскую. Рядом с конторой аэропорта находились ремонтная мастерская и маслогрейка, а чуть дальше — хозяйственный склад и дощатый гараж для двух машин. Бензин в первое время хранили в бочках прямо под открытым небом. Первым начальником Казанского аэропорта был И. Ф. Комиссаров, а его заместителем — Н. И. Хитров. Последний позже сам стал начальником, но в 1932 году был направлен на строительство Казанского авиационного завода. Начальником узла связи был И. В. Лобашов.
В одной из заметок газеты „Красная Татария“ начала 1930-х годов довольно критично отозвались о состоянии аэропорта Казань того времени:
«Казанская аэростанция является придаточно-связующим звеном великого воздушного пути. Станция обслуживает воздушную линию Москва — Сибирь. Доставка уральским и сибирским гигантам-новостройкам почты и литературы, перевозка матриц центрального органа партии — газеты „Правда“ — всё это обеспечивает наземная станция. В осенне-зимний период с ухудшением метеоусловий роль аэростанции станет ещё более ответственной. Однако наша станция имеет много недостатков. Например, у нас строится для быстрейшего снабжения самолётов бензином напорная башня. Но сооружение это из-за отсутствия необходимого оборудования сейчас приостановлено. В одном небольшом здании находится служебное помещение и комната отдыха для экипажей, тут же и буфет. Это тоже ненормально. Совершенно неблагополучно обстоит дело с помещением для ремонта самолётов и моторов в зимних условиях…».
Обустройство нового аэропорта на Арском поле шло несколько лет. По плану все строительные работы должны были завершиться в 1932 году, после чего аэропорт должен был соответствовать стандартам «аэростанции 2-го разряда» с возможностью приёма воздушных судов типа АНТ-9 и АНТ-14. Но из-за недостатка финансирования обустройство и оснащение аэропорта Казань продолжалось и в последующее время. В 1933 году «Аэрофлот» ассигновал 352 тысячи рублей на завершение работ. Общее же руководство ими стал осуществлять Комитет содействия развитию гражданского воздушного флота, учреждённый постановлением Совета Народных Комиссаров Татарской АССР (СНК ТАССР) в марте 1933 года. Возглавил данный Комитет председатель СНК ТАССР Киям Абрамов, развернувший активную работу по пропаганде достижений отечественной авиации, строительству в республике аэродромной инфраструктуры, а также привлечению средств населения для финансирования этих работ. Комитет содействия развитию гражданского воздушного флота Татарской АССР заключил с «Аэрофлотом» соглашение с обязательством распространить среди населения республики авиазайм на сумму 500 тысяч рублей.

### Развитие аэропорта Казань в довоенный период (1933—1941)
Постепенный перевод авиарейсов с аэродрома Горки на новый аэродром на Арском поле начался ещё в 1931 году, когда строительные работы только развернулись, но уже в 1932 году этот процесс в целом завершился. А аэродром Горки перешёл в ведение Общества содействия обороне, авиационному и химическому строительству (Осоавиахим).
Аэронавигационное обеспечение аэропорта Казань в 1930-е годы осуществлялось с помощью длинноволнового радиомаяка для вывода самолётов на аэродром и передвижной посадочной радиостанции ПС-2 для посадки воздушных судов. Позже аэродром был оснащён оборудованием для приёма воздушных судов в любое время суток. В 1934 году заработала авиаметеослужба — Авиационное метеорологическое бюро (АМБ).
В 1930-е годы было построено здание аэровокзала — в целом одноэтажное, но имевшее в средней части небольшую надстройку из двух дополнительный этажей, причём третьим этажом служил деревянный сруб. Недалеко от здания аэровокзала на территории лётного поля возвели ангар для самолётов.
Взлётно-посадочная полоса была грунтовой, но в 1940 году ввели в эксплуатацию бетонированную ВПП.
Аэропорт Казань в довоенный период находился в подчинении Московского управления гражданского воздушного флота.
18 августа 1933 года аэродром на Арском поле стал местом проведения первого празднования Дня Воздушного Флота СССР (Дня авиации), учреждённого Советом Народных Комиссаров СССР 28 апреля 1933 года. В этот день состоялся воздушный парад, в котором участвовало три звена самолётов Осоавиахима. Зрителям были продемонстрированы элементы высшего пилотажа: переворот через крыло, штопор, мёртвая петля. Но кульминацией торжеств стал посадка на аэродроме авиазвена в составе 3 самолётов У-2, переданных Московским управлением гражданского воздушного флота для постоянного базирования в аэропорту Казань. Возглавлял перелёт из Москвы представитель данного управления, будущий маршал авиации Александр Голованов.
Именно пилоты 3 самолётов У-2 — Захарий Нохов, Николай Белов и Вера Тихомирова — заложили ядро лётного коллектива Казанского аэропорта на Арском поле, а Тихомирова стала первой женщиной-пилотом в Татарстане.

#### Появление местных регулярных авиалиний

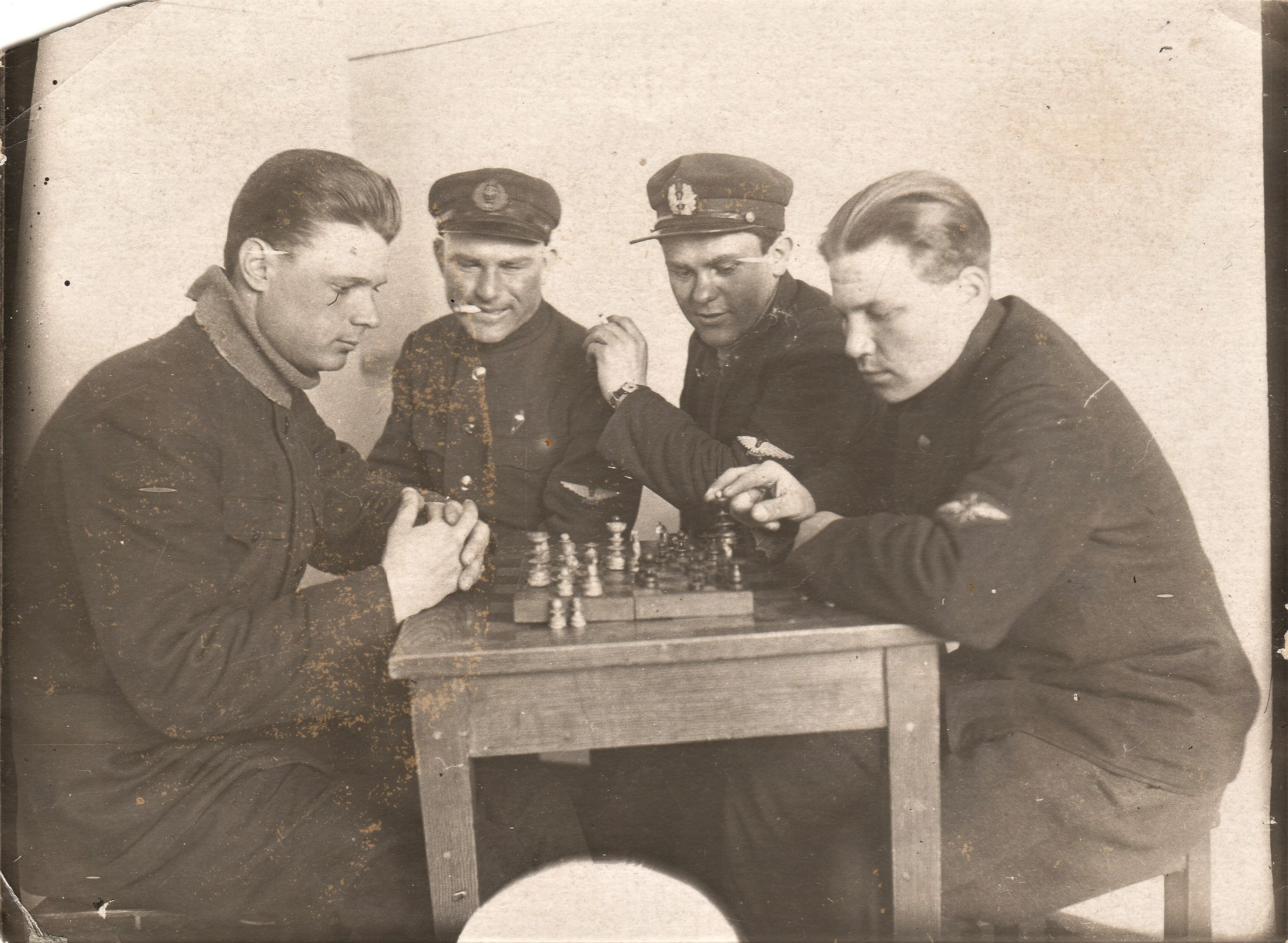
Сотрудники аэропорта Казань в минуты отдыха (1930-е)

Первый почтовый рейс, который совершили прибывший из Москвы пилоты, был в Бугульму. Правда, это был ещё нерегулярный рейс. Пилотировал самолёт У-2 Захарий Нохов. Вместе с ним летел Александр Голованов, который в ходе полёта оценивал состояние промежуточных посадочных площадок для создания здесь постоянных аэродромов. Таким образом, будущий маршал авиации стал одним из организаторов местных регулярных авиалиний Татарстана.
Первой регулярной местной авиалинией, обслуживаемой самолётами У-2, стал открытый в 1933 году кольцевой маршрут: Казань — Чистополь — Шереметьевка — Набережные Челны — Мензелинск — Муслюмово — Аксубаево — Чистополь — Казань. Позже авиалинии стали охватывать и другие населённые пункты Татарстана. Правда, все они предназначались в первую очередь для перевозки почты и иных грузов, а доставка пассажиров осуществлялась лишь в особых случаях. Осенью 1934 года авиапочтовые рейсы из аэропорта Казань охватывали уже 11 районов Татарстана, в том числе Азнакаевский и Верхнеуслонский, а к концу 1930-х годов в республике функционировали уже 5 кольцевых почтово-грузовых маршрутов.
Регулярная перевозка пассажиров на местных авиалиниях в Татарстане началась во второй половине 1930-х годов, когда был открыт маршрут Казань — Чистополь, осуществлявшийся на самолётах У-2. По поводу точной даты открытия сведения расходятся — в одном случае фигурирует август 1936 года, в другом — 1938 год. Однако есть документальные свидетельства, указывающие на более ранние полёты пассажиров по данному маршруту, например, пассажирский билет В. С. Леонтьева от 6 февраля 1936 года, хранящийся в фондах Чистопольского государственного историко-архитектурного и литературного музея-заповедника. Впрочем, остаётся открытым вопрос, был ли данный полёт осуществлён в рамках регулярных пассажирских авиаперевозок. Позже регулярные пассажирские рейсы были открыты и в другие города и районные центры республики.
Более активное развитие местных пассажирских авиаперевозок сдерживалось из-за нехватки финансовых средств и воздушных судов. Тем не менее, на рубеже 1930-х — 1940-х годов общая протяжённость местных авиалиний в Татарстане, прежде всего почтово-грузовых, составляла уже 4400 км.

#### Аэропорт Казань в системе общесоюзных регулярных авиалиний
В довоенный период аэропорт Казань был важным промежуточным звеном на московско-сибирском направлении. С каждым годом интенсивность движения воздушных судов возрастала. Если в 1931 году Казань ежедневно принимала 2—3 самолёта, то уже в 1935 году посадку на аэродроме на Арском поле совершали от 5 до 7 самолётов в день. Среди тех, кто летал по этой трассе, были известные полярные лётчики — Михаил Бабушкин, Михаил Водопьянов, Иван Доронин, Василий Молоков, Маврикий Слепнёв, Борис Чухновский.
В 1930-е годы для аэропорта Казань главной регулярной авиалинией был маршрут из Москвы в Иркутск. В столице Татарстане самолёты делали первую промежуточную посадку, после чего следовали в Свердловск и далее по маршруту. В 1930-е годы эту авиалинию в основном обслуживали пассажирские самолёты — 8-местные К-5 и 9-местные ПС-9 (АНТ-9), а в 1937 году на неё также вышли 10-местные самолёты ПС-35 (АНТ-35). В декабре 1938 года в аэропорту Казань появились самолёты ПС-40 (АНТ-40), обслуживавшие «матричные» рейсы из Москвы до Новосибирска. 1 января 1940 года на авиалинию Москва — Иркутск с промежуточными посадками в Казани, Свердловске, Омске, Новосибирске и Красноярске впервые вышел пассажирский самолёт ПС-84 (известен с 1942 года как Ли-2). Это был первый выход воздушного судна данного типа на регулярные авиалинии СССР.
Также аэропорт Казань в 1930-е годы принимал пассажирский самолёт «Сталь-3».
В довоенный период предпринимались попытки организовать из аэропорта Казань регулярные авиарейсы и по другим направлениям. Например, в декабре 1932 года были проведены пробные зимние пассажирские полёты по маршруту Казань — Ростов-на-Дону; стоимость билета составляла 210 рублей.

#### Авиация спецприменения и санитарная

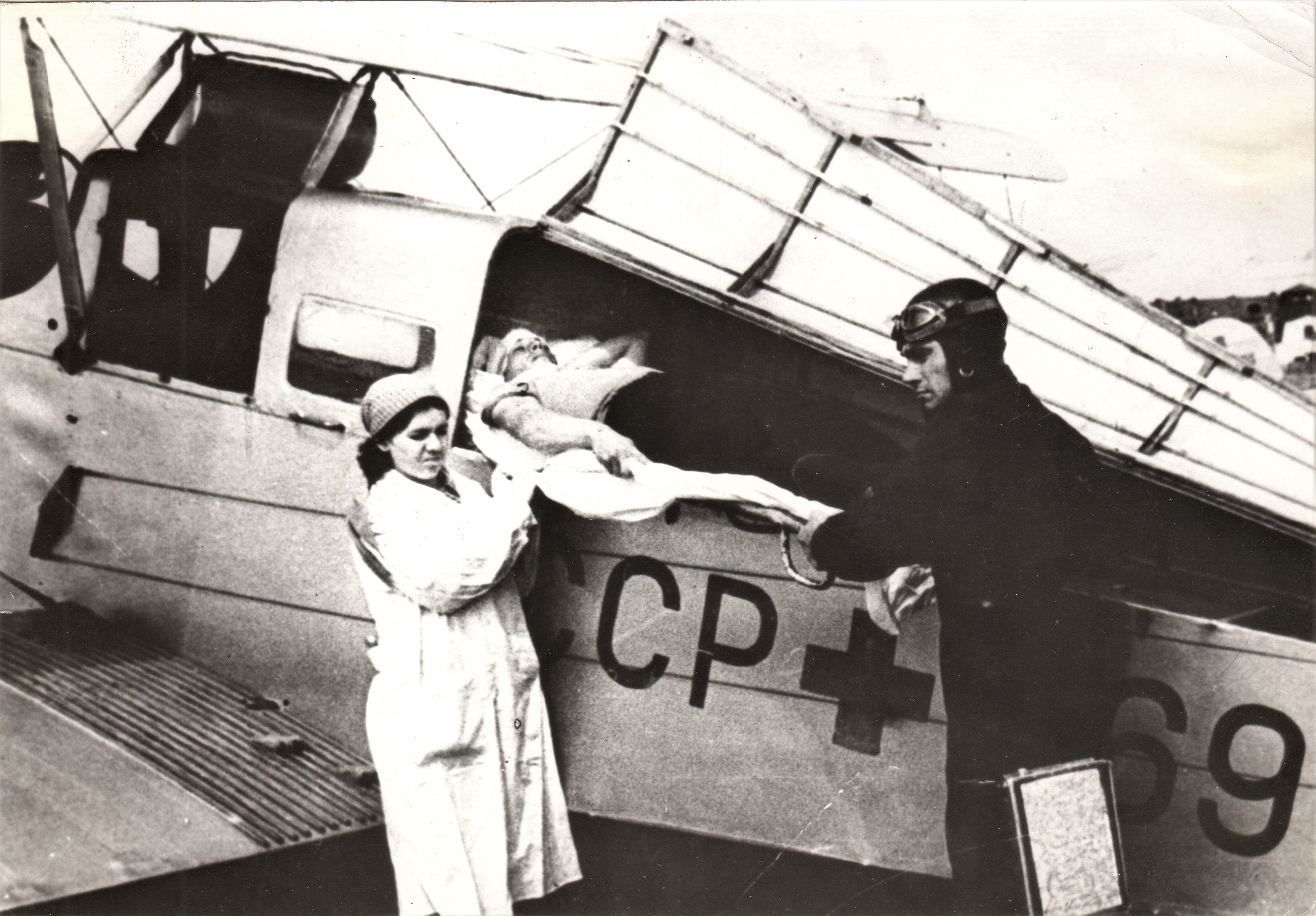
Выгрузка больного из самолёта С-1 в аэропорту Казань. Первый в Татарстане санитарный авиаэкипаж: слева — медсестра Рая Золова, справа — пилот С. Г. Григорьев (1938)

Весной 1935 году в аэропорту Казань было создано особое звено для осуществления авиахимических работ. Это подразделено было укомплектовано самолётами У-2 специальной модификации – У-2АП («Аэроопылитель»). С лета 1935 года начались активные авиахимические работы по уничтожению на водоёмах республики очагов распространения малярийного комара, саранчи на сельскохозяйственных угодьях, а с 1936 года — внесение в почву с воздуха азотистых удобрений.
В 1938 году в аэропорту Казань было создано подразделение санитарной авиации, укомплектованное самолётом С-1, а позже и С-2 (санитарные варианты У-2). Пилотом первого в Татарстане санитарного авиаэкипажа стал С. Г. Григорьев (погиб в годы Великой Отечественной войны), а первой авиамедсестрой была Рая Золова.

#### Дальние советские перелёты с промежуточной посадкой в аэропорту Казань
Аэродром на Арском поле в 1930-е годы, как и аэродром Горки в 1920-е годы, стал важным промежуточным пунктом при дальних перелётах советской авиации, осваивавшей новые авиалиний.
30 сентября 1932 года в аэропорту Казань приземлился самолёт П-5 (Р-5) с экипажем в составе пилота М. В. Водопьянова и бортмеханика Матвеенко. Они совершали перелёт маршруту: Москва — Казань — Свердловск — Омск — Новосибирск — Красноярск — Иркутск — Чита — Бочкарёво — Рухлово — Хабаровск. Цель перелёта — подготовка зимнего авиапочтового сообщения по «транссибирской воздушной магистрали».
3 октября 1932 года на спортивно-тренировочном самолёте Г-8 конструкции В. К. Грибовского в Казани приземлился лётчик Дмитрий Кошиц, совершавший перелёт по городам страны протяженностью 4 500 км. Его появление вызвало большой интерес и на аэродроме собралось немало людей, чтобы познакомиться с лётчиком и его экспериментальным монопланом, произведённым в единственном экземпляре. Посадка самолёта Г-8 в Казани была обусловлена необходимостью пополнить запас горючего, после чего Д. А. Кошиц вылетел в Самару.
В августе 1934 года аэропорт Казань дважды становился местом промежуточной посадки авиазвена из 4 самолётов АИР-6 (Я-6). Они совершали перелёт по маршруту: Москва — Горький — Казань — Янаул — Свердловск — Курган — Петропавловск — Омск — Новосибирск — Красноярск — Нижнеудинск — Иркутск и обратно, преодолев 4 471 км за 36 часов 55 минут. Этот перелёт был организован редакцией газеты «Правда» совместно с Осоавиахимом. Командиром авиазвена и пилотом ведущего самолёта был К. И. Готгард, за штурвалами остальных машин находились Нечаенко, И. И. Нусберг и В. Ф. Сандрыкин.
В 1935 году Главное управление Северного морского пути (Главсевморпуть) организовало три больших полярных перелёта, в рамках которых совершались промежуточные посадки в аэропорту Казань.
1 февраля 1935 года в 14 часов 30 минут на аэродроме на Арском поле приземлился самолёт ПС-4 («Юнкерс» W.34) с бортовым номером Н-62 с экипажем в составе лётчика В. Л. Галышева и бортмеханика Л. П. Демидова. На борту также находился корреспондент «Комсомольской правды» Е. И. Рябчиков. Данный самолёт летел по маршруту: Москва — Казань — Свердловск — Новосибирск — Красноярск — Иркутск — Якутск — бухта Тикси, общей протяженностью 10 500 километров. В столице Татарстана произошла задержка на два дня, поэтому вылет в Свердловск состоялся 3 февраля.
21 февраля (по другим данным — 24 февраля) 1935 года в аэропорту Казань сделал промежуточную посадку самолёт ПР-5 с экипажем в составе лётчика В. С. Молокова, бортмеханика Г. Т. Побежимова и радиста М. Зибрева. На борту также находились корреспонденты «Правды» Б. Л. Горбатов и «Известий» Эль-Регистан. Данное воздушное судно совершало перелёт из Москвы в полярный Диксон (Таймырский полуостров) с несколькими промежуточными посадками. Основная цель перелёта — проверка возможности организации круглогодичной авиатрассы из Красноярска в Диксон. На следующий день ПР-5 вылетел в направлении Свердловска.
1 марта 1935 года из Москвы стартовал грандиозный перелёт авиазвена из двух самолётов ЛП-5 (пассажирская модификация Р-5 — «лимузин») до Хабаровска и далее до мыса Шмидта (Чукотка) с возвращением по тому же маршруту (общая протяжённость около 27 000 км). Цель перелёта — открытие регулярной воздушной линии до мыса Шмидта. Командиром звена был М. В. Водопьянов, в экипаж которого входил бортмеханик Ф. И. Бассейн. Экипаж второго самолёта состоял из лётчика М. Я. Линделя, штурмана Н. М. Жукова и бортмеханика Н. Г. Игнатьева. Оба самолёта приземлились в Казани 1 марта во второй половине дня, а на следующий день вылетели в Свердловск.

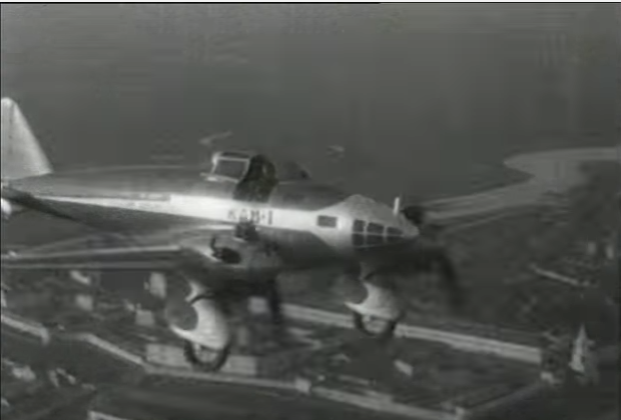
Самолёт КАИ-1 летит над Казанью (фрагмент кинохроники 1935 года:)

В июле 1935 года в аэропорту Казань сел ПС-9 (АНТ-9) из состава агитационной эскадрильи им. Максима Горького. Он имел необычное оформление в виде крокодила — удлинённый нос, шасси в виде гигантских лап хищника, а сверху вдоль корпуса — два ряда заострённых крокодиловых гребней. Самолёт был раскрашен в красный цвет, а в его носовой части были прорисованы зубы. Бортовое имя у него было соответствующее — «Крокодил» — в честь одноимённого сатирического журнала. 17 июля 1935 года стартовал первый агитационный рейс этого самолёта по городам СССР по маршруту: Москва — Горький — Казань — Свердловск — Челябинск — Магнитогорск — Куйбышев — Саратов — Сталинград — Ростов-на-Дону — Днепропетровск — Винница — Киев — Минск — Витебск — Смоленск — Москва. На его борту находились представители конкурсной комиссии в составе сотрудников Наркомхоза, специальных корреспондентов газет «Правда», «Известия», журнала «Крокодила» и Всесоюзного радио. Им предстояло оценить на местах ход соревнования городских Советов. Параллельно в каждом городе проводились воздушные экскурсии для активистов конкурса Советов и лучших сотрудников предприятий и учреждений (например, в Казани «Крокодил» поднимался в воздух 10 раз, прокатив в общей сложности 90 человек).
2 сентября 1935 года с Тушинского аэродрома (в то время под Москвой) стартовал грандиозный по своему составу перелёт 32 лёгких самолётов и 3 самолётов сопровождения, из которых 10 представляли экспериментальные модели. Среди них особый интерес вызывал двухмоторный моноплан КАИ-1 разработки Казанского авиационного института (в газетах он именовался КАИ-3, бортовой номер 26), экипаж которого составляли лётчик К. П. Миндер и бортмеханик Сомик. Маршрут перелёта: Москва — Горький — Казань — Сарапул — Пермь — Свердловск — Челябинск — Магнитогорск — Оренбург — Куйбышев — Саратов — Сталинград — Луганск — Сталино — Днепропетровск — Киев — Бежица (ныне — район Брянска) — Москва. 2 сентября во второй половине дня самолёты приземлились в аэропорту Казань, а на следующий день вылетели в Сарапул.
В октябре 1935 года промежуточную посадку в аэропорту Казань совершил самолёт САМ-5бис, пилотируемый лётчиком Н. Д. Фиксоном с бортмехаником А. С. Бузуновым на борту. Самолёт совершал перелёт из Москвы по кольцевому маршруту, но потерпел аварийную посадку в районе Мариуполя. После этого маршрут перелёта был скорректирован и проложен вдоль Волги. В Казань САМ-5бис прилетел из Саратова, после чего вылетел в Горький.

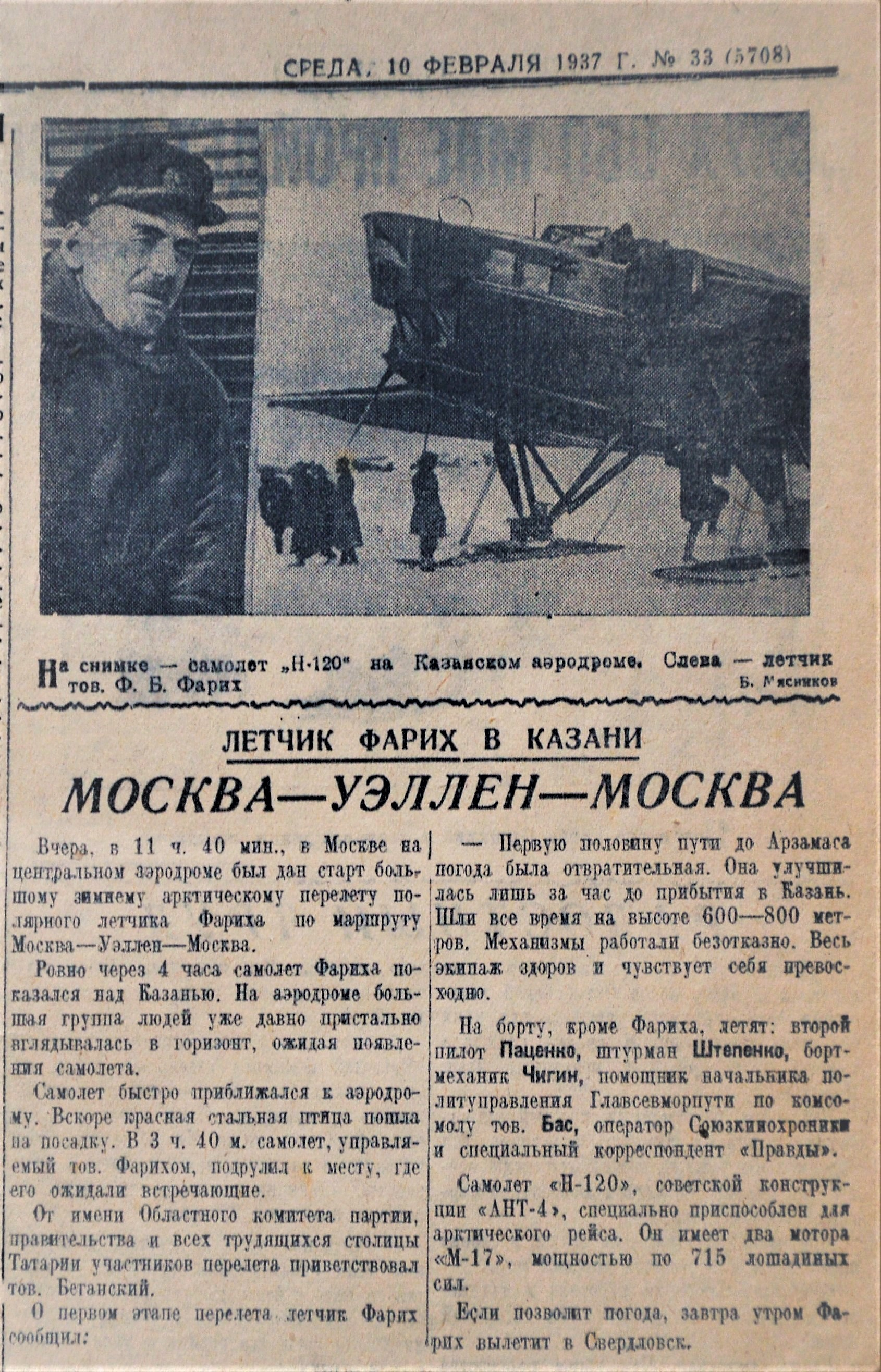
Сообщение о прилёте в Казань полярного лётчика Ф. Б. Фариха в газете «Красная Татария» (10 февраля 1937)

9 февраля 1937 года в 11 часов 40 минут в аэропорту Казань приземлился самолёт АНТ-4 (Г-1) с бортовым номером Н-120, за штурвалом которого находился полярный лётчик Фабио Фарих. В феврале — июне этого года он совершил дальний перелёт из Москвы через Урал и Сибирь до Уэлена (Чукотка) с возвращением в столицу СССР вдоль побережья Северного Ледовитого океана, общая протяжённость — около 24 000 км. В состав экипажа входили: «командир — Ф. Б. Фарих, второй пилот — В. А. Пацынко, штурман — А. П. Штепенко, бортмеханики — М. И. Чагин и В. А. Демидов. Кроме перечисленных авиаторов в перелёт отправились три пассажира: помощник начальника политуправления Главсевморпути по комсомольской работе А. Г. Басс, корреспондент газеты „Правда“ Ш. И. Нюренберг (псевдоним — А. И. Шаров) и кинооператор „Союзкинохроники“» Е. И. Ефимов».
В марте 1939 года в аэропорту Казань в рамках арктического перелёта совершил промежуточную посадку самолёт АНТ-6А с бортовым номером Н-169, за штурвалом которого находился начальник Управления полярной авиации Герой Советского Союза И. П. Мазурук. Маршрут перелёта был следующим: Москва — Казань — Тюмень — Красноярск — Игарка — бухта Кожевникова — бухта Тикси — бухта Амбарчик — мыс Шмидта — Анадырь — бухта Тикси — Хатанга — Дудинка — Амдерма — Нарьян-Мар — Архангельск — Москва. Перелёт проходил с 8 марта по 5 мая 1939 года, его общая протяжённость составила около 18 000 км.

### Аэропорт Казань в годы Великой Отечественной войны (1941—1945)
С началом Великой Отечественной войны (1941—1945) лётный состав аэропорта Казань пополнил ряды различных авиационных групп особого назначения, формировавшихся из гражданских пилотов и выполнявших перевозки в интересах действующих фронтов Красной армии.
Сам аэродром стал местом временного базирования перед дислокацией на фронт новых боевых самолётов, построенных на авиационных заводах Казани: на заводе № 387 — У-2 (с 1944 года — По-2); на заводе № 22 им. С. П. Горбунова — Пе-2 и Пе-8. Например, 1 мая 1943 года здесь торжественно проводили на фронт 102 самолёта Пе-2, пополнивших состав 202-й бомбардировочной авиационной дивизии имени Верховного Совета Татарской АССР.
Кроме того, через аэропорт Казань на фронт перегоняли американские боевые самолёты, поставлявшиеся советским военно-воздушным силам по программе ленд-лиз, в частности, бомбардировщики Дуглас А-20G «Бостон». Маршрут перегонки осуществлялся по воздушной трассе «Алсиб» (Аляска — Сибирь), заканчивавшейся в Красноярске. В дальнейшем самолёты перегонялись через Свердловск, Казань и Москву на фронт.
«Приказом Народного Комиссариата Обороны (НКО) от 15 июня 1943 года аэродром Казань был включён в состав воздушной магистрали Москва — Уэлькаль. Он использовался как базовый аэродром перегонщиков из Красноярска далее на фронт. При сформированной в Казани 118-й авиационной комендатуре, которая регулировала все авиационные перелёты в небе Татарстана, существовал свой авиаотряд. Помимо 9-го перегоночного авиационного полка в перелёте самолётов по маршруту из Красноярска на фронт (через Свердловск и Казань) принимали участие другие различные авиаподразделения, например, такие как 17-я отдельная перегоночная авиаэскадрилья. На этих маршрутах действовала 12-я особая авиагруппа (ОАГ) Гражданского воздушного флота (ГВФ), которая была сформирована 15 марта 1942 года (в мае 1943 года переформирована в 73-ю вспомогательную авиационную дивизию Авиации дальнего действия (АДД), в составе 104-го и 105-го вспомогательных авиаполков).»

### Развитие аэропорта Казань в послевоенный период (1946—1979)
Во второй половине 1940-х — первой половине 1950-х годов аэропорт Казань оставался важным пунктом промежуточной посадки для воздушных судов, выполнявших дальние перелёты из Москвы в Сибирь и на Дальний Восток. Летом 1947 года на эту магистраль вновь вышли Ли-2, чуть позже к ним присоединился Ил-12, а в 1954 году — Ил-14. На этом направлении действовали самые протяжённые внутренние авиалинии «Аэрофлота». В 1953 году таковой считалась авиалиния Москва — Казань — Свердловск — Омск — Новосибирск — Красноярск — Иркутск — Чита — Тыгда — Хабаровск — Южно-Сахалинск, общей протяжённостью 8 000 км и продолжительностью полёта 58 часов (данную авиалинию обслуживали самолёты Ил-12). В 1950 году через Казанский аэропорт в восточном направлении ежесуточно проходило свыше 40 рейсов.
В 1953 году открылись международные регулярные перелёты по маршрутам: Москва — Улан-Батор, Москва — Пекин, Москва — Пхеньян, в рамках которых первую промежуточную посадку самолёты делали в аэропорту Казань. Согласно летнему расписанию 1956 года, из Москвы на самолётах Ил-12 «Аэрофлотом» осуществлялись полёты: в Улан-Батор — один рейс в неделю; в Пекин — два рейса каждый день (причём, оба пекинских рейса делали одну из промежуточных посадок в том же Улан-Баторе). При этом один пекинский рейс совершался «Аэрофлотом» напрямую до китайской столицы, а другой — только до Иркутска, где пассажиры пересаживались на самолёт Ил-14 китайской авиакомпании «Миньхандюй» и летели до Пекина. С ноября 1956 года вылеты из Москвы в Пекин «Аэрофлот» стал осуществлять на самолётах Ил-14. Что касается авиарейса Москва — Пхеньян, то, согласно летнему расписанию 1956 года, он осуществлялся ежедневно на самолётах Ил-12 до Читы, там пассажиры пересаживались на самолёты Ли-2 и летели в столицу Северной Кореи; с 1957 года полёты до Читы на данной авиалинии осуществлялись на самолётах Ил-14. Впрочем, к началу 1960-х годов с выходом на эти маршруты воздушных судов с более высокой дальностью полёта (Ту-104 и Ил-18) аэропорт Казань перестал принимать международные рейсы.
В то же время активно развивалась сеть местных авиалиний. В 1950-е годы самолёты Казанского авиаотряда обслуживали около 30 населённых пунктов республики и соседних регионов. Значительно возрос пассажиропоток на таких авиалиниях, как Казань — Чистополь, Казань — Набережные Челны, Казань — Бугульма. В 1951 году в аэропорт Казань для постоянного базирования прибыл первый Ан-2, а в 1952 году — ещё две машины этого типа. В этом же году в Казанском авиаотряде появились два Як-12 («воздушное такси»). Эти самолёты постепенно стали вытеснять с местных авиалиний устаревшие воздушные суда типа У-2 (По-2).
Возросшая нагрузка на аэропорт Казань требовала модернизации его инфраструктуры. В 1954 году были введены в строй новый аэровокзал с пропускной способностью 200 человек в час и гостиница на 100 человек, была обустроена и озеленена Аэровокзальная площадь. Модернизации подвергся и аэродромный комплекс — появился асфальтированный перрон для пассажирских самолётов, была реконструирована и увеличена бетонированная взлётно-посадочная полоса (работы велись при непрекращающемся движении самолётов), введены в строй резервная электростанция, запущена в эксплуатацию система посадки ОСП-Н в составе ближних и дальних приводных радиостанций.
В 1956 году продолжилась модернизация аэронавигационного оборудования. В аэропорту Казань была развёрнута радиотехническая система посадки РСП-4 в составе диспетчерского и посадочного радиолокаторов ДРЛ-4 и ПРЛ-4; установлены УКВ-радиопеленгатор АРП-6 и УКВ-радиостанции РСИУ-3. Также был введён в эксплуатацию контрольно-диспетчерский пункт (КДП), в который вошли: ретранслятор дальномера, посадочный радиолокатор, УКВ-пеленгатор, диспетчерский радиолокатор.
В мае 1957 года в аэропорт Казань для постоянного базирования были переданы из Московского управления гражданской авиации несколько самолётов Ли-2 и Ил-14. Именно Ил-14 открыли тогда регулярные пассажирские авиалинии Казань — Сочи (Адлер) с промежуточными посадками в Пензе, Воронеже, Ростове-на-Дону, Краснодаре, и Казань — Минеральные Воды через Пензу и Сталинград. Кроме того, в 1957 году из Казани пассажиры могли улететь в Куйбышев и Саратов, а благодаря многочисленным транзитным рейсам — во многие другие города бывшего СССР: Горький, Молотов, Уфа, Чкаловск, Челябинск, Курган, Усть-Каменогорск, Новосибирск, Красноярск, Якутск, Хабаровск, Магадан, Киев, Симферополь и др.
| Стоимость авиабилетов из аэропорта Казань в некоторые города СССР (1957) | Стоимость авиабилетов из аэропорта Казань в некоторые города СССР (1957) | Стоимость авиабилетов из аэропорта Казань в некоторые города СССР (1957) | Стоимость авиабилетов из аэропорта Казань в некоторые города СССР (1957) | Стоимость авиабилетов из аэропорта Казань в некоторые города СССР (1957) |
| Направление                                                              | № рейса                                                                  | Стоимость авиабилета в жёстком кресле (руб.)                             | Стоимость авиабилета в мягком кресле (руб.)                              | Тип воздушного судна                                                     |
| ------------------------------------------------------------------------ | ------------------------------------------------------------------------ | ------------------------------------------------------------------------ | ------------------------------------------------------------------------ | ------------------------------------------------------------------------ |
| Куйбышев                                                                 | № 494 Казань — Куйбышев                                                  | 120                                                                      | 135                                                                      | Ли-2                                                                     |
| Саратов                                                                  | № 508 Казань — Куйбышев — Саратов                                        | 210                                                                      | 240                                                                      | Ли-2                                                                     |
| Свердловск                                                               | Несколько транзитных рейсов                                              | 215                                                                      | 245                                                                      | Ил-12, Ил-14                                                             |
| Харьков                                                                  | № 412 Свердловск — Казань — Воронеж — Харьков — Киев                     | 310                                                                      | 345                                                                      | Ил-12                                                                    |

27 января 1962 года в аэропорту Казань впервые приземлился 100-местный турбовинтовой пассажирский лайнер Ан-10, открывший новую регулярную авиалинию Куйбышев — Казань — Москва — Ленинград. А 5 июня 1964 года здесь впервые совершил посадку Ил-18. Впрочем, эти машины не имели казанской прописки, в отличие от реактивных самолётов Ту-124, первая тройка которых прибыла для постоянного базирования в Казань в декабре 1964 года. Благодаря им появилась возможность для беспосадочных перелётов в Крым, на Кавказ и в Сибирь; из Казани почти ежедневно совершались рейсы в Киев, Симферополь, Краснодар, Минеральные Воды и другие города страны.
Появлению реактивной авиации предшествовали работы по модернизации бетонированной взлётно-посадочной полосы (1964). Двумя годами ранее (1962) было обновлено аэронавигационное оборудование: развёрнута радиолокационная система посадки РСП-6 в составе диспетчерского радиолокатора ДРЛ-7 и посадочного радиолокатора ПРЛ-7. Также была установлена в кузовном мобильном варианте радиосистема ближней навигации «Свод».
В середине 1960-х годов имеющиеся в Казанском аэропорту аэровокзальные площади исчерпали свои возможности для приёма пассажиров, поток которых с каждым годом нарастал. Было подсчитано, что при ежегодном приёме 800 тысяч человек на каждый квадратный метр аэровокзальной площади приходилось в среднем 530 пассажиров в год. По этой причине в конце 1960-х годов рядом с Казанским аэровокзалом началось строительство одноэтажного терминала местных авиалиний (открылся 15 мая 1971 года), которые в эти годы испытывали повышенную нагрузку. И даже увеличение частоты рейсов на местных авиамаршрутах не могло полностью удовлетворить спрос. Ещё до строительства терминала для оптимизации обслуживания растущего пассажиропотока в весенне-летний период упростили процесс посадки пассажиров на воздушные суда местных авиалиний. Были введены дополнительные услуги при покупке авиабилетов, в том числе путём заказа по телефону с доставкой на дом. В 1968 году была введена централизованная система продажи билетов, позволявшая их приобретать в любой кассе аэропорта или агентства «Аэрофлота», что способствовало снижению очередей. В целях увеличения количества рейсов на местных авиалиниях руководством Приволжского управления гражданского авиации было принято решение пополнить самолётный парк Казанского аэропорта ближнемагистральными воздушными судами. В 1966 году сюда были перебазированы два Ил-14 и один Ли-2, а позже ещё несколько Ил-14.
В 1967 году в аэропорту Казань получили постоянную прописку самолёты Ан-24, а в 1970-х годах — Як-40.
В 1970 году в Казанском аэропорту было возведено двухэтажное здание диспетчерской службы, установлен посадочный радиолокатор Pn-2F чехословацкого производства. К концу этого года были введены в эксплуатацию система слепой посадки СП-50М, а также автоматизированная система дистанционного управления радионавигационными объектами.
Впрочем, несмотря на все усовершенствования аэродромной инфраструктуры, к началу 1970-х годов было очевидно, что дальнейшее развитие аэропорта Казань невозможно, так как он находился в городской черте и был лишён возможности к расширению. А потребность в расширении была острой, так как плотность размещения воздушных судов и количество совершаемых ими рейсов были очень высокими. Во второй половине 1970-х годов одних самолётов Ан-2 здесь базировалось до 40 машин, при этом 18—20 из них ежедневно вылетали на работу.

Разбившийся 28 августа 1979 года под Кирсановом Ту-124В с бортовым номером 45038 — ещё в старой окраске (1960-е)

В 1972 году было принято решение о строительстве в 26 км к югу от города нового аэропорта и уже в 1973 году его проект с взлётно-посадочной полосой длинной 2 500 м был готов. Новый аэропорт строился с расчётом на приём воздушных судов Ту-134 и Ту-154, которых не мог принимать старый аэропорт. Во второй половине 1970-х годов началось массовое списание Ту-124, но некоторые не выработавшие свой ресурс машины этого типа пополнили парк старого Казанского аэропорта. Катастрофа казанского Ту-124В под Кирсановом, произошедшая в ночь с 28 на 29 августа 1979 года, ускорила процесс их списания. Последний регулярный рейс в истории воздушных судов этого типа, принадлежавших «Аэрофлоту», состоялся из Казани 15 сентября 1979 года.

#### Базовые авиаотряды
Со времени окончании Великой Отечественной войны (1941—1945) в аэропорту Казань базировалась Казанская авиационная эскадрилья Гражданского воздушного флота (ГВФ), эксплуатировавшая самолёты По-2. С появлением здесь самолётов Ан-2 и Як-12 в 1952 году был образован 168-й авиаотряд лёгких самолётов (командир А. Ш. Абдрашитов), подчинявшийся Приволжскому территориальному управлению ГВФ. А с передачей в 1957 году аэропорту Казань на постоянное базирование самолётов Ли-2 и Ил-14 была образована отдельная транспортная авиаэскадрилья (командир А. И. Коняев), подчинявшаяся Московскому управлению транспортной авиации ГВФ.
В 1960 году аэропорт Казань, 168-й авиаотряд лёгких самолётов Приволжского территориального управления ГВФ и отдельная транспортная авиаэскадрилья Московского управления транспортной авиации ГВФ были объединены в единое предприятие —168-й  авиаотряд Приволжского территориального управления ГВФ. С ростом парка самолётов в 1963 году был создан Казанский объединённый авиаотряд (ОАО) Приволжского территориального управления ГВФ с двумя лётными отрядами (ЛО) — 168-м ЛО (1963) и 261-м ЛО (1965).
В 1979 году авиапарк 261-го ЛО перебазировался в новый Казанский аэропорт, в то время как 168-й ЛО остался в старом аэропорту. В 1981 году здесь также стали базироваться самолёты Л-410УВП, под которые был создан ещё один лётный отряд — 408-й ЛО.

#### Регулярные авиарейсы
Согласно расписанию полётов самолётов «Аэрофлота», летом 1957 года аэропорт Казань принимал ежедневно не менее 80 пассажирских и грузовых авиарейсов в обоих направлениях (не считая местных авиалиний по Татарстану).
| Международные авиарейсы с промежуточной посадкой в аэропорту Казань (лето 1957 года) | Международные авиарейсы с промежуточной посадкой в аэропорту Казань (лето 1957 года) | Международные авиарейсы с промежуточной посадкой в аэропорту Казань (лето 1957 года)                                                                         | Международные авиарейсы с промежуточной посадкой в аэропорту Казань (лето 1957 года) | Международные авиарейсы с промежуточной посадкой в аэропорту Казань (лето 1957 года) |
| № рейса                                                                              | Конечные пункты маршрута                                                             | Пункты промежуточной посадки | Полётное время                                                                       | Тип воздушного судна                                                                 |
| ------------------------------------------------------------------------------------ | ------------------------------------------------------------------------------------ | --- | ------------------------------------------------------------------------------------ | ------------------------------------------------------------------------------------ |
| 129 / 130                                                                            | Москва — Улан-Батор                                                                  | Казань — Свердловск — Омск — Новосибирск — Красноярск | 32:10(→) 33:05(←)                                                                    | Ил-14М                                                                               |
| 127 / 128                                                                            | Москва — Пекин                                                                       | Казань — Свердловск — Омск — Новосибирск — Красноярск — Иркутск (пересадка на Ил-14 китайской авиакомпании «Миньхандюй») — Улан-Батор                        | 31:50(→) 36:20(←)                                                                    | Ил-14М                                                                               |
| 135 / 136                                                                            | Москва — Пекин                                                                       | Казань — Свердловск — Омск — Новосибирск — Красноярск — Иркутск — Улан-Батор                                                                                 | 31:10(→) 35:25(←)                                                                    | Ил-14М                                                                               |
| 137 / 138                                                                            | Москва — Пхеньян                                                                     | Казань — Свердловск — Омск — Новосибирск — Красноярск — Иркутск — Чита (пересадка на Ли-2 советско-северо-корейской авиакомпании) — Хайлар — Харбин — Шэньян | 48:50(→) 45:45(←)                                                                    | Ил-14М                                                                               |

| Внутрисоюзные (внутрироссийские) авиарейсы с промежуточной посадкой в аэропорту Казань (лето 1957 года) | Внутрисоюзные (внутрироссийские) авиарейсы с промежуточной посадкой в аэропорту Казань (лето 1957 года) | Внутрисоюзные (внутрироссийские) авиарейсы с промежуточной посадкой в аэропорту Казань (лето 1957 года)                                  | Внутрисоюзные (внутрироссийские) авиарейсы с промежуточной посадкой в аэропорту Казань (лето 1957 года) | Внутрисоюзные (внутрироссийские) авиарейсы с промежуточной посадкой в аэропорту Казань (лето 1957 года) | Внутрисоюзные (внутрироссийские) авиарейсы с промежуточной посадкой в аэропорту Казань (лето 1957 года) |
| № рейса                                                                                                 | Конечные пункты маршрута                                                                                | Пункты промежуточной посадки | Полётное время                                                                                          | Тип воздушного судна                                                                                    | Территориальное управление ГВФ, ответственное за рейс                                                   |
| --- | --- | --- | --- | --- | --- |
| 1 / 2 (ежедневно)                                                                                       | Москва (Внуково) — Владивосток                                                                          | Казань — Свердловск — Омск — Новосибирск — Красноярск — Иркутск — Чита — Магдагачи — Хабаровск                                           | 32:20(→) 35:10(←)                                                                                       | Ил-12                                                                                                   | Восточно-Сибирское ТУ ГВФ, Дальневосточное ТУ ГВФ                                                       |
| 3 / 4 (ежедневно)                                                                                       | Москва (Внуково) — Хабаровск                                                                            | Казань — Свердловск — Омск — Новосибирск — Красноярск — Иркутск — Чита — Магдагачи                                                       | 29:50(→) 30:05(←)                                                                                       | Ил-12                                                                                                   | Западно-Сибирское ТУ ГВФ, Восточно-Сибирское ТУ ГВФ                                                     |
| 5 / 6 (ежедневно)                                                                                       | Москва (Внуково) — Хабаровск                                                                            | Казань — Свердловск — Омск — Новосибирск — Красноярск — Иркутск — Чита — Магдагачи                                                       | 29:45(→) 32:05(←)                                                                                       | Ил-12                                                                                                   | Западно-Сибирское ТУ ГВФ, Восточно-Сибирское ТУ ГВФ                                                     |
| 7 / 8 (ежедневно)                                                                                       | Москва (Внуково) — Хабаровск                                                                            | Казань — Свердловск — Новосибирск — Иркутск — Чита — Магдагачи                                                                           | 27:00(→) 31:55(←)                                                                                       | Ил-12                                                                                                   | Западно-Сибирское ТУ ГВФ, Восточно-Сибирское ТУ ГВФ                                                     |
| 9 / 10 (ежедневно)                                                                                      | Москва (Внуково) — Южно-Сахалинск                                                                       | Казань — Свердловск — Омск — Новосибирск — Красноярск — Иркутск — Чита — Магдагачи — Хабаровск                                           | 32:35(→) 35:15(←)                                                                                       | Ил-12                                                                                                   | Западно-Сибирское ТУ ГВФ, Восточно-Сибирское ТУ ГВФ, Дальневосточное ТУ ГВФ                             |
| 11 / 12 (ежедневно)                                                                                     | Москва (Внуково) — Хабаровск                                                                            | Казань — Свердловск — Новосибирск — Иркутск — Чита — Магдагачи                                                                           | 29:15(→) 29:50(←)                                                                                       | Ил-12                                                                                                   | Западно-Сибирское ТУ ГВФ, Восточно-Сибирское ТУ ГВФ                                                     |
| 13 / 14 (ежедневно)                                                                                     | Москва (Внуково) — Чита                                                                                 | Казань — Свердловск — Омск — Новосибирск — Красноярск — Иркутск — Улан-Удэ                                                               | 22:15(→) 23:35(←)                                                                                       | Ил-14                                                                                                   | Западно-Сибирское ТУ ГВФ                                                                                |
| 15 / 16 (ежедневно)                                                                                     | Москва (Быково) — Красноярск                                                                            | Казань — Свердловск — Омск — Новосибирск                                                                                                 | 14:30(→); 16:05(←)                                                                                      | Ил-14                                                                                                   | Московское управление транспортной авиации ГВФ                                                          |
| 17 / 18                                                                                                 | Москва (Внуково) — Кемерово (чётный день) / Барнаул (нечётный день)                                     | Казань — Свердловск — Тюмень — Омск — Новосибирск                                                                                        | 14:45(→) 15:15(←)                                                                                       | Ил-12                                                                                                   | Западно-Сибирское ТУ ГВФ                                                                                |
| 19 / 20 (ежедневно)                                                                                     | Москва (Внуково) — Якутск                                                                               | Казань — Свердловск — Омск — Новосибирск — Красноярск — Киренск — Олёкминск                                                              | 23:50(→) 26:00(←)                                                                                       | Ил-14М                                                                                                  | Западно-Сибирское ТУ ГВФ                                                                                |
| 21 / 22 (ежедневно)                                                                                     | Москва (Внуково) — Магадан                                                                              | Казань — Свердловск — Омск — Новосибирск — Красноярск — Киренск — Олёкминск — Якутск — Охотск                                            | 29:55(→); 31:30(←)                                                                                      | Ил-12                                                                                                   | Западно-Сибирское ТУ ГВФ, Дальневосточное ТУ ГВФ                                                        |
| 25 / 26 (ежедневно)                                                                                     | Москва (Внуково) — Магадан                                                                              | Казань — Свердловск — Омск — Новосибирск — Красноярск — Киренск — Олёкминск — Якутск — Охотск                                            | 30:05(→) 33:25(←)                                                                                       | Ил-12                                                                                                   | Западно-Сибирское ТУ ГВФ, Дальневосточное ТУ ГВФ                                                        |
| 27 / 28 грузовой (ежедневно)                                                                            | Москва (Быково) — Новосибирск                                                                           | Горький — Ижевск — Свердловск — Тюмень — Омск (на обратном пути вместо Ижевска делал промежуточную посадку в Казани)                     | 15:50(→) 16:20(←)                                                                                       | Ли-2 | Западно-Сибирское ТУ ГВФ                                                                                |
| 29 / 30 (ежедневно)                                                                                     | Москва (Внуково) — Новосибирск                                                                          | Казань — Свердловск — Омск | 11:35(→) 12:40(←)                                                                                       | Ил-14М                                                                                                  | Западно-Сибирское ТУ ГВФ                                                                                |
| 31 / 32 грузовой (ежедневно)                                                                            | Москва (Быково) — Новосибирск                                                                           | Горький — Казань — Челябинск — Курган — Омск                                                                                             | 18:00(→) 19:00(←)                                                                                       | Ли-2 | Московское управление транспортной авиации ГВФ, Западно-Сибирское ТУ ГВФ                                |
| 33 / 34 (ежедневно)                                                                                     | Москва (Быково) — Челябинск                                                                             | Казань | 05:35(→) 05:50(←)                                                                                       | Ил-14М                                                                                                  | Московское управление транспортной авиации ГВФ                                                          |
| 35 / 36 (ежедневно)                                                                                     | Москва (Быково) — Томск                                                                                 | Казань — Свердловск — Тюмень — Омск — Новосибирск                                                                                        | 14:25(→) 15:40(←)                                                                                       | Ил-12                                                                                                   | Западно-Сибирское ТУ ГВФ                                                                                |
| 37 / 38 грузовой (ежедневно)                                                                            | Москва (Быково) — Томск                                                                                 | Казань — Свердловск — Курган — Омск — Новосибирск (на обратном пути вместо Казани делал две промежуточные посадки — в Ижевске и Горьком) | 15:50(→) 16:20(←)                                                                                       | Ли-2 | Западно-Сибирское ТУ ГВФ                                                                                |
| 39 / 40 (ежедневно)                                                                                     | Москва (Быково) — Омск                                                                                  | Казань — Свердловск — Курган | 09:30(→) 10:10(←)                                                                                       | Ил-14                                                                                                   | Московское управление транспортной авиации ГВФ                                                          |
| 41 / 42 грузовой (ежедневно)                                                                            | Москва (Быково) — Свердловск                                                                            | Горький — Казань — Ижевск | 08:30(→) 09:30(←)                                                                                       | Ли-2 | Московское управление транспортной авиации ГВФ                                                          |
| 47 / 48 (ежедневно)                                                                                     | Москва (Быково) — Свердловск                                                                            | Казань | 05:10(→) 05:30(←)                                                                                       | Ил-14                                                                                                   | Московское управление транспортной авиации ГВФ                                                          |
| 49 / 50 (ежедневно)                                                                                     | Москва (Быково) — Свердловск                                                                            | Казань | 05:15(→) 05:55(←)                                                                                       | Ил-12                                                                                                   | Западно-Сибирское ТУ ГВФ                                                                                |
| 59 / 60 (ежедневно)                                                                                     | Москва (Быково) — Минеральные Воды                                                                      | Казань — Пенза — Сталинград | 09:20(→) 09:35(←)                                                                                       | Ил-14                                                                                                   | Московское управление транспортной авиации ГВФ                                                          |
| 63 / 64 (ежедневно)                                                                                     | Москва (Быково) — Молотов                                                                               | Горький — Казань — Ижевск | 07:20(→) 08:05(←)                                                                                       | Ли-2 | Московское управление транспортной авиации ГВФ                                                          |
| 65 / 66 грузовой (ежедневно)                                                                            | Москва (Быково) — Челябинск                                                                             | Казань — Уфа (на обратном пути делал дополнительную промежуточную посадку в Горьком)                                                     | 08:15(→) 10:15(←)                                                                                       | Ли-2 | Московское управление транспортной авиации ГВФ                                                          |
| 67 / 68 (ежедневно)                                                                                     | Москва (Быково) — Челябинск                                                                             | Казань | 05:10(→) 05:45(←)                                                                                       | Ил-14                                                                                                   | Московское управление транспортной авиации ГВФ                                                          |
| 71 / 72 (ежедневно)                                                                                     | Москва (Быково) — Уфа                                                                                   | Казань | 05:20(→) 06:00(←)                                                                                       | Ли-2 | Московское управление транспортной авиации ГВФ                                                          |
| 75 / 76 грузовой (ежедневно)                                                                            | Москва (Быково) — Уфа                                                                                   | Горький — Ульяновск (на обратном пути вместо Ульяновска делал промежуточную посадку в Казани)                                            | 06:30(→) 19:35(←)                                                                                       | Ли-2 | Московское управление транспортной авиации ГВФ                                                          |
| 77 / 78 (ежедневно)                                                                                     | Москва (Быково) — Уфа                                                                                   | Казань | 05:35(→) 05:50(←)                                                                                       | Ли-2 | Московское управление транспортной авиации ГВФ                                                          |
| 89 / 90 (ежедневно)                                                                                     | Москва (Внуково) — Алма-Ата                                                                             | Казань — Челябинск — Кустанай — Атбасар — Акмолинск                                                                                      | — | Ил-12                                                                                                   | Казахское ТУ ГВФ                                                                                        |
| 101 / 102 (ежедневно)                                                                                   | Москва (Внуково) — Усть-Каменогорск                                                                     | Казань — Челябинск — Петропавловск — Павлодар — Семипалатинск (на обратном пути из Павлодара также делал промежуточную посадку в Омске)  | 14:00(→) 16:45(←)                                                                                       | Ил-12                                                                                                   | Казахское ТУ ГВФ                                                                                        |
| 169 / 170 (ежедневно)                                                                                   | Москва (Быково) — Чкалов                                                                                | Горький — Казань — Куйбышев | 08:30(→) 09:45(←)                                                                                       | Ли-2 | Приволжское ТУ ГВФ                                                                                      |
| 385 / 386 грузовой (по чётным дням)                                                                     | Ленинград — Свердловск                                                                                  | Москва (Быково) — Казань | 09:15(→) 10:35(←)                                                                                       | Ил-12                                                                                                   | Северное ТУ ГВФ                                                                                         |
| 411 / 412 (ежедневно)                                                                                   | Киев — Свердловск                                                                                       | Харьков — Воронеж — Казань | 10:25(→) 10:35(←)                                                                                       | Ил-12                                                                                                   | Украинское ТУ ГВФ                                                                                       |
| 419 / 420 (ежедневно)                                                                                   | Симферополь — Свердловск                                                                                | Харьков — Пенза — Казань | 12:45(→) 13:25(←)                                                                                       | Ли-2 | Украинское ТУ ГВФ                                                                                       |
| 437 / 438 грузовой (ежедневно)                                                                          | Харьков — Свердловск                                                                                    | Воронеж — Пенза — Казань — Ижевск | 10:45(→) 11:25(←)                                                                                       | Ли-2 | Украинское ТУ ГВФ                                                                                       |
| 521 / 522 (ежедневно)                                                                                   | Куйбышев — Горький                                                                                      | Казань | 03:40(→) 03:40(←)                                                                                       | Ли-2 | Приволжское ТУ ГВФ                                                                                      |
| 527 / 528 (ежедневно)                                                                                   | Куйбышев — Молотов                                                                                      | Казань — Ижевск | 05:00(→) 05:00(←)                                                                                       | Ли-2 | Приволжское ТУ ГВФ                                                                                      |
| 555 / 556 грузовой (ежедневно)                                                                          | Москва (Внуково) — Новосибирск                                                                          | Казань — Свердловск — Омск | 14:20(→) 17:50(←)                                                                                       | Ил-12                                                                                                   | Московское управление транспортной авиации ГВФ, Западно-Сибирское ТУ ГВФ                                |
| 557 / 558 грузовой (ежедневно)                                                                          | Москва (Внуково) — Новосибирск                                                                          | Казань — Свердловск — Омск | 15:15(→) 17:35(←)                                                                                       | Ил-12                                                                                                   | Московское управление транспортной авиации ГВФ, Западно-Сибирское ТУ ГВФ                                |
| 561 / 562 (ежедневно)                                                                                   | Москва (Внуково) — Владивосток                                                                          | Казань — Свердловск — Омск — Новосибирск — Красноярск — Иркутск — Чита — Магдагачи — Хабаровск                                           | 32:30(→) 32:00(←)                                                                                       | Ил-12                                                                                                   | Западно-Сибирское ТУ ГВФ, Восточно-Сибирское ТУ ГВФ, Дальневосточное ТУ ГВФ                             |
| 621 / 622 (ежедневно)                                                                                   | Горький — Свердловск                                                                                    | Казань — Ижевск — Молотов | 06:45(→) 07:45(←)                                                                                       | Ли-2 | Московское управление транспортной авиации ГВФ                                                          |

| Прямые межрегиональные авиарейсы в/из аэропорт Казань (лето 1957 года) | Прямые межрегиональные авиарейсы в/из аэропорт Казань (лето 1957 года) | Прямые межрегиональные авиарейсы в/из аэропорт Казань (лето 1957 года) | Прямые межрегиональные авиарейсы в/из аэропорт Казань (лето 1957 года) | Прямые межрегиональные авиарейсы в/из аэропорт Казань (лето 1957 года) | Прямые межрегиональные авиарейсы в/из аэропорт Казань (лето 1957 года) |
| № рейса                                                                | Конечные пункты маршрута                                               | Пункты промежуточной посадки                                           | Полётное время                                                         | Тип воздушного судна                                                   | Территориальное управление ГВФ, ответственное за рейс                  |
| ---------------------------------------------------------------------- | ---------------------------------------------------------------------- | ---------------------------------------------------------------------- | ---------------------------------------------------------------------- | ---------------------------------------------------------------------- | ---------------------------------------------------------------------- |
| 493 / 494 (по чётным дням)                                             | Куйбышев — Казань                                                      | —                                                                      | 01:20(→) 01:15(←)                                                      | Ли-2                                                                   | Приволжское ТУ ГВФ                                                     |
| 507 / 508 (по чётным дням)                                             | Саратов — Казань                                                       | Куйбышев                                                               | 03:45(→) 03:05(←)                                                      | Ли-2                                                                   | Приволжское ТУ ГВФ                                                     |
| 617 / 618 (по чётным дням)                                             | Казань — Минеральные Воды                                              | Пенза — Сталинград                                                     | 06:15(→) 06:30(←)                                                      | Ил-14                                                                  | Московское управление транспортной авиации ГВФ                         |
| 625 / 626 грузовой (ежедневно)                                         | Казань — Новосибирск                                                   | Уфа — Челябинск — Курган — Омск                                        | 27:15(→) 22:50(←)                                                      | Ли-2                                                                   | Московское управление транспортной авиации ГВФ                         |
| 627 / 628 (по нечётным дням)                                           | Казань — Сочи (Адлер)                                                  | Пенза — Воронеж — Ростов-на-Дону — Краснодар                           | 07:00(→) 08:25(←)                                                      | Ил-14                                                                  | Московское управление транспортной авиации ГВФ                         |

### Завершающий период истории аэропорта Казань / Казань-2 (1979—2003/2004)

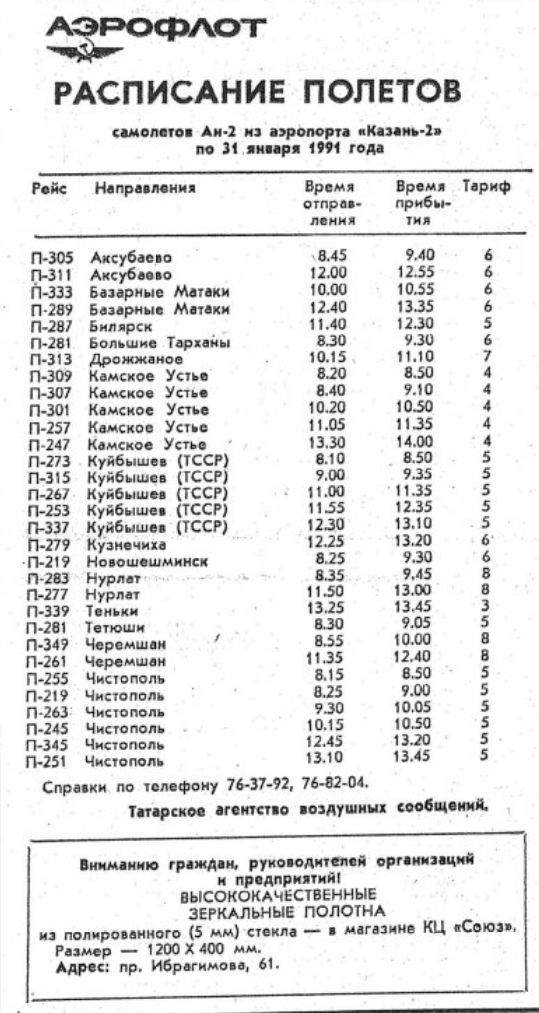
Расписание полётов Ан-2 из аэропорта Казань-2 (с 1 октября 1990 по 31 января 1991)

С открытием в 1979 году нового аэропорта, получившего название Казань-2, туда было перебазировано большинство рейсов. В старом аэропорту Казань осталось обслуживание только местных авиалиний в пределах Татарстана на самолётах Ан-24, Як-40 и Ан-2. Правда, уже в 1982 году Ан-24 и Як-40 были переведены в новый аэропорт, а в старом с 1981 года стали дислоцироваться Л-410УВП, которые вместе с Ан-2 продолжали обслуживать большинство авиарейсов внутри республики. Позже самолёты Л-410УВП также были перебазированы в новый аэропорт, так что к началу 1990-х годов обслуживание местных авиалиний из старого аэропорта осуществлялось только на самолётах Ан-2. Здесь же продолжали базироваться самолёты Ан-2 авиации специального назначения (сельскохозяйственная, санитарная).
В 1984 году старый аэропорт стал называться аэропортом Казань-2. Тем самым его название привели в соответствие со статусом, так как именно новый аэропорт стал основным. В конце 1990 года из аэропорта Казань-2 ежедневно осуществлялись вылеты на самолётах Ан-2 по 31 рейсу в 14 населённых пунктов Татарстана. Но в постсоветские 1990-е годы начался процесс сокращения местных авиарейсов, который очень скоро принял обвальный характер. В условиях свободного ценообразования перелёты внутри республики оказались нерентабельными и местная маршрутная сеть сократилась до минимума. За этим последовало разрушение аэродромной инфраструктуры в большинстве райцентров республики. Последние регулярные пассажирские авиарейсы из аэропорта Казань-2 были сделаны, по одним данным — в конце 1990-х годов, по другим — в 2001 году.

#### Базовая авиакомпания
С 1994 года аэропорт Казань-2 был базовым для воздушных судов 2-го Казанского авиапредприятия, созданного в том же году путём отделения от авиакомпании «Авиалинии Татарстана» 168-го объединённого авиаотряда. В 1998 году государственное предприятие «Второе Казанское авиапредприятие» было преобразовано в одноимённое открытое акционерное общество, а в 2004 году переименовано в ОАО «Казанское авиапредприятие». Первый директором данной авиакомпании до 1999 года был Магомед Закаржаев. В 1994—2004 годах её офис располагался в здании Казанского аэровокзала.
Все воздушные суда, принадлежавшие указанной авиакомпании, базировались в аэропорту Казань-2 вплоть до его закрытия. На момент её создания на балансе находилось 15 самолётов Ан-2. В 1994—1995 годах началась эксплуатация вертолётов Ми-2, Ми-8Т и Ми-8МТВ-1, также возобновилась эксплуатация самолётов Л-410УВП. В 1996—1997 годах началась эксплуатация самолетов Л-410УВП-Э. Воздушные суда ОАО «Второе Казанское авиапредприятие» в эти годы в основном занимались авиахимическими работами, лесопатрулированием, оказанием экстренной медицинской помощи, мониторингом газо- и нефтепроводов, а также осуществляли регулярные пассажирские авиаперевозки. Например, в 1998—1999 годах на самолётах Л-410УВП осуществлялись регулярные пассажирские рейсы в Бугульму и Набережные Челны (аэропорт «Бегишево»).

## Авиапроисшествия и катастрофы
- 18 августа 1933 года во время празднования Дня авиации над аэропортом Казань на высоте 30—35 м произошло столкновение двух самолётов: АНТ-9 Московского управления воздушных линий и У-2 Казанского аэроклуба Осоавиахима. Оба воздушных судна совершали демонстрационные полёты с пассажирами.  Пилот и пассажир У-2 получили тяжёлые ранения, были доставлены в больницу, где скончались. Пилот, бортмеханик и пассажиры АНТ-9 отделались лёгкими ранениями и ушибами. Оба самолёта разрушились и восстановлению не подлежали[69].
- 26 февраля 1935 года в аэропорту Казань произошла катастрофа самолёта П-5 Московского управления ГВФ, совершавшего рейс из Свердловска в Москву. Катастрофа произошла в условиях густого тумана и низкой видимости. Самолёт, заходя на посадку, врезался в мачту радиостанции, повредил бензобак, загорелся и через 200 м рухнул на землю, лётчик погиб[70].
- 22 октября 1941 года самолёт Г-2 (гражданская версия тяжёлого бомбардировщика ТБ-3) из состава 8-й авиационной эскадрильи Московской авиагруппы особого назначения, пилотируемый командиром корабля Веховым, вылетел из аэропорта Казань, но в 6 км к югу от аэродрома совершил аварийную посадку в лесу около Архиерейской дачи. В результате аварии самолёт был разбит и восстановлению не подлежал, 5 членов экипажа и 3 пассажиров остались в живых[71].

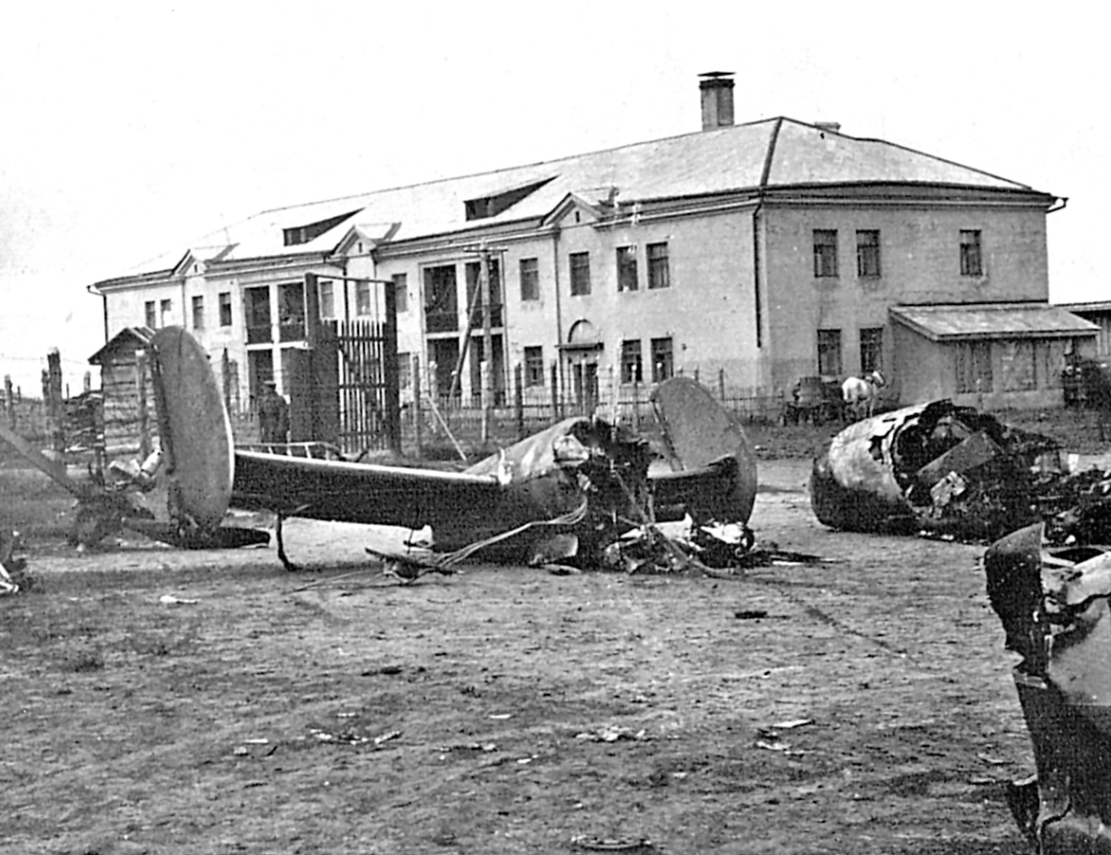
Катастрофа самолёта Пе-2 на аэродроме Казань (15 июня 1942). На заднем плане — двухэтажный жилой дом 1937 года для работников Казанского аэропорта, сохранившийся до сих пор: ул. Патриса Лумумбы, 46

- 15 июня 1942 года при взлёте с аэродрома Казань разбился самолёт Пе-2 (заводской номер 17/87), задев крылом два столба изгороди. Полёт совершался в рамках обучения экипажей на новую материальную часть в составе 9-го запасного авиационного полка 8-й запасной авиационной бригады. Экипаж в составе трёх человек погиб, самолёт был разбит и восстановлению не подлежал[73].
- 4 мая 1944 года самолёт УТ-2 Уральского управления ГВФ, пилотируемый начальником аэропорта Казань подполковником В. М. Цыгановым, совершал с пассажиром на борту, комсоргом аэропорта В. Е. Кравцуновым, тренировочный полёт над аэродромом. При заходе на посадку на высоте 40—50 м самолёт перешёл в пикирование, рухнул на краю аэродрома и загорелся, пилот и пассажир погибли[71][74].
- 9 января 1949 года самолёт Ли-2 Уральского управления ГВФ вылетел из аэропорта Казань, выполняя грузовой рейс № 38 Свердловск — Москва. После взлёта самолёта на высоте 15—20 м из-за интенсивного обледенения возникли перебои в работе двигателя, в результате чего Ли-2 дал крен, стал терять высоту и после промежуточного касания с землёй, пролетев по инерции свыше 400 м, ударился об землю. В результате столкновения носовая часть фюзеляжа оказалась разрушенной, из 4 членов экипажа 3 погибли, второй пилот получил тяжёлые ранения[75].
- 13 июня 1949 года в аэропорту Казань при взлёте произошла авария самолёта Ли-2 Уральского управления ГВФ, выполнявшего рейс Свердловск — Москва с промежуточной посадкой в Казани. В результате аварии самолёт выкатил за границу лётного поля, экипаж не пострадал[76].
- 9 января 1951 года в районе аэропорта Казань произошла катастрофа самолёта Ли-2 Западно-Сибирского управления ГВФ, выполнявшего грузовой рейс из подмосковного аэродрома Люберцы[77] в Омск. При неблагоприятных погодных условиях, плохой видимости и интенсивном обледенении воздушное судно при заходе на посадку на высоте 127—130 м столкнулось с неосвещённой мачтой ШВРС[78], после чего, пролетев 220—250 м, упало в поле на расстоянии 1,3 км к северо-западу от аэропорта Казань и сгорело. Все 6 человек, находившихся на борту (5 членов экипажа и 1 пассажир), погибли[79].
- 23 января 1953 года в районе аэропорта Казань произошло столкновение в воздухе Ли-2 Северного территориального управления ГВФ, выполнявшего грузовой рейс из Ленинграда в Свердловск, и Ил-12 Западно-Сибирского территориального управления ГВФ, выполнявшего грузовой рейс из Новосибирска в Москву. Ил-12 вылетал из аэропорта Казань, а Ли-2 заходил на посадку. Столкновение произошло при неблагоприятных погодных условиях и плохой видимости на высоте 150 м, оба самолёта разрушились в воздухе. Погибли все 11 человек, находившиеся на обоих бортах, — два экипажа в количестве 10 человек и 1 пассажир[80].
- 30 марта 1957 года в районе аэропорта Казань произошла авария самолёта Ил-12 Западно-Сибирского управления ГВФ, выполнявшего грузовой рейс вне расписания из московского аэропорта Внуково в Свердловск. При заходе на посадку самолёт не долетел до взлётно-посадочной полосы 537 метров, ударился о землю и разбился. Пилот-инструктор, командир корабля и бортмеханик получили лёгкие ранения, второй пилот и бортрадист остались невредимы[81].
- 2 февраля 1960 года в аэропорту Казань произошла авария самолёта Ил-14Г Московского управления транспортной авиации ГВФ, выполнявшего рейсовый полёт по маршруту Челябинск — Казань —  аэропорт Быково. Причиной аварии стал незакреплённый груз — стальные поковки, которые при взлёте сместились назад, спровоцировав переход самолёта на кабрирование. На высоте 30—40 м Ил-14 потерял скорость и стал сваливаться на левое крыло, но после вывода из крена ударился плашмя на взлётно-посадочную полосу в 840 м от места взлёта. В результате падения фюзеляж самолёта разрушился, а все члены экипажа получили тяжёлые ранения[82].
- 1 ноября 1961 года в аэропорту Казань произошла авария самолёта Ил-12 Московского транспортного управления авиации спецприменения и местных воздушных линий ГВФ[83].
- 19 декабря 1962 года в районе аэропорта Казань произошла катастрофа самолёта Ан-2 168-го объединённого авиаотряда Приволжского территориального управления ГВФ, выполнявшего регулярный почтово-пассажирский рейс № 563 Казань — Камское Устье с 12 пассажирами и 200 кг почты на борту. При взлёте на высоте 100 м возникли перебои в работе двигателя, в результате чего экипаж принял решение развернуться в сторону аэродрома и производить посадку перед собой. При посадке самолёт столкнулся с двумя металлическими опорами, оставшимися от бывшего шлагбаума на шоссейной дороге, и скапотировал под проводами ЛЭП. От удара хвостовой части по проводам ЛЭП рухнул близлежащий столб. Второго пилота при этом выбросили наружу, получив тяжёлые ранения, он скончался в больнице. Командир корабля и три пассажира получили лёгкие ранения, остальные пассажиры — ушибы. Самолёт разрушился[84].
- 20 октября 1973 года в аэропорту Казань произошла аварийная посадка самолёта Ту-124В Казанского объединённого авиаотряда Приволжского управления гражданской авиации. Экипаж и пассажиры остались невредимы, но самолёт получил значительные повреждения и восстановлению не подлежал[85].
- 9 апреля 1974 года в аэропорту Казань во время ночного взлёта произошла авария самолёта Як-40 Бугульминской объединённой авиаэскадрильи Приволжского управления гражданской авиации с 31 пассажиром на борту. Самолёт разрушился, часть пассажиров и экипаж получили травмы[86].
- 26 июня 1976 года в районе аэропорта Казань произошла катастрофа самолёта Ан-2 168-го лётного отряда Казанского объединённого авиаотряда Приволжского управления гражданской авиации с 9 пассажирами на борту, выполнявшего почтово-пассажирский рейс № 349 Казань — Черемшан. После взлёта с грунтовой взлётно-посадочной полосы на высоте 70 м возникли перебои, а затем отказ в работе двигателя. Совершая вынужденную посадку, самолёт задел провода ЛЭП и столкнулся с её опорой, после чего ударился о землю, зацепил хвостом телефонные провода и загорелся. Командир корабля погиб в огне, второй пилот и 8 пассажиров получили травмы, один пассажир остался невредим. Самолёт Ан-2 рухнул на улице Аделя Кутуя[87].
- 16 января 1990 года в аэропорту Казань произошла авария самолёта Ан-2Р 2-го Казанского авиапредприятия Приволжского управления гражданской авиации с 11 пассажирами на борту. Авария произошла при заходе на посадку из-за отказа двигателя, в результате чего самолёт столкнулся с опорой ЛЭП и был разрушен. Экипаж и пассажиры получили ранения различной степени тяжести[88].

## Начальники аэропорта
| Неполный список начальников аэропорта Казань / Казань-2 | Неполный список начальников аэропорта Казань / Казань-2 | Неполный список начальников аэропорта Казань / Казань-2 | Неполный список начальников аэропорта Казань / Казань-2                                                                            |
| Фамилия, имя, отчество                                  | Фотография                                              | Период руководства                                      | Причина оставления должности |
| ------------------------------------------------------- | ------------------------------------------------------- | ------------------------------------------------------- | --- |
| Комиссаров И. Ф.                                        |                                                         | 1931—?                                                  | — |
| Хитров Николай Иванович                                 |                                                         | ?—1932                                                  | Направлен на строительство Казанского авиационного завода                                                                          |
| Исаев                                                   |                                                         | 1930-е (1934)                                           | — |
| Тукан Ф. П.                                             |                                                         | 1930-е (1938)                                           | — |
| Цыганов Василий Михайлович (подполковник)               |                                                         | до 4 мая 1944                                           | Погиб 4 мая 1944 года в результате авиакатастрофы во время совершения тренировочного полёта над аэродромом Казань на самолёте УТ-2 |
| Тогузов                                                 |                                                         | 1950-е (1951)                                           | — |
| Фирстов Сергей Михайлович                               |                                                         | 1970-е (?) — 1980-е                                     | — |

## Застройка территории аэропорта Казань-2
После закрытия аэропорта Казань-2 (2003—2004) его территория была передана под застройку. Впрочем, ещё в 1990-х годах началось строительство многоэтажных жилых домов на небольшом северном участке бывшего лётного поля, где прежде располагался перрон для стоянки самолётов Ан-2 (в 2002—2008 годах он был полностью застроен).
Первым крупным объектом, появившимся на территории аэропорта Казань-2, стал Международный конно-спортивный комплекс «Казань», открытый в 2005 году. Он занял центральную часть бывшего лётного поля на территории 91 га.
В 2005 году началась застройка юго-западного сектора бывшего лётного поля, в районе улицы Курской, которая была продлена в восточном направлении на бывшую аэродромную территорию. Здесь началось строительство жилого комплекса «Казань XXI век», протянувшегося вдоль бывшей бетонированной взлётно-посадочной полосы на расстояние более километра. Его первая очередь была завершена к 2011 году, за этот период было возведено 20 жилых домов различной этажности — от 9 до 16 этажей. Позже началось строительство второй очереди, в рамках которой к концу 2020 года возвели 8 жилых домов в 18—22 этажей. В 2005—2006 годах вдоль этого жилого комплекса и бывшей взлётно-посадочной полосы была проложена новая улица — Взлётная (с 2009 года — проспект Альберта Камалеева), соединившая улицы Патриса Лумумбы и Академика Сахарова. Западный участок последней тоже проложен по территории бывшего аэропорта.
Строительство жилого комплекса «Казань XXI век» рассматривалось как часть проекта застройки жилого района «Седьмое небо» общей площадью 198 га. В его состав была включена почти вся территория бывшего аэропорта Казань-2. Один из первых проектов застройки был разработан примерно к 2007 году. В апреле 2012 года Исполкомом г. Казани был утверждён новый проект планировки жилого района «Седьмое небо» (разработчик — компания «Татинвестгражданпроект»), площадь которого расширилась от первоначальной более чем в два раза — до 445,44 га. В соответствии с этим проектом большая его часть, за исключением территории Международного конно-спортивного комплекса «Казань» и ряда других земельных участков, разделена на 12 микрорайонов — 1, 2, 3, 4, 4А, 5, 6А, 6Б, 7А, 7Б, 8 и 8А. Часть этих микрорайонов уже застроена, другие — застраиваются или будут застроены в будущем, в том числе территория будущего микрорайона 8, примыкающая к зданию аэровокзала. Мимо этого здания по северному участку бывшего аэропорта от улицы Патриса Лумумбы планируется проложить магистраль с выходом на Мамадышский тракт.
В 2013 году завершено строительство самого высокого здания города — 37-этажного жилого комплекса «Лазурные небеса». Она расположено на границе территории бывшего аэропорта Казань-2, недалеко от здания Казанского аэровокзала.

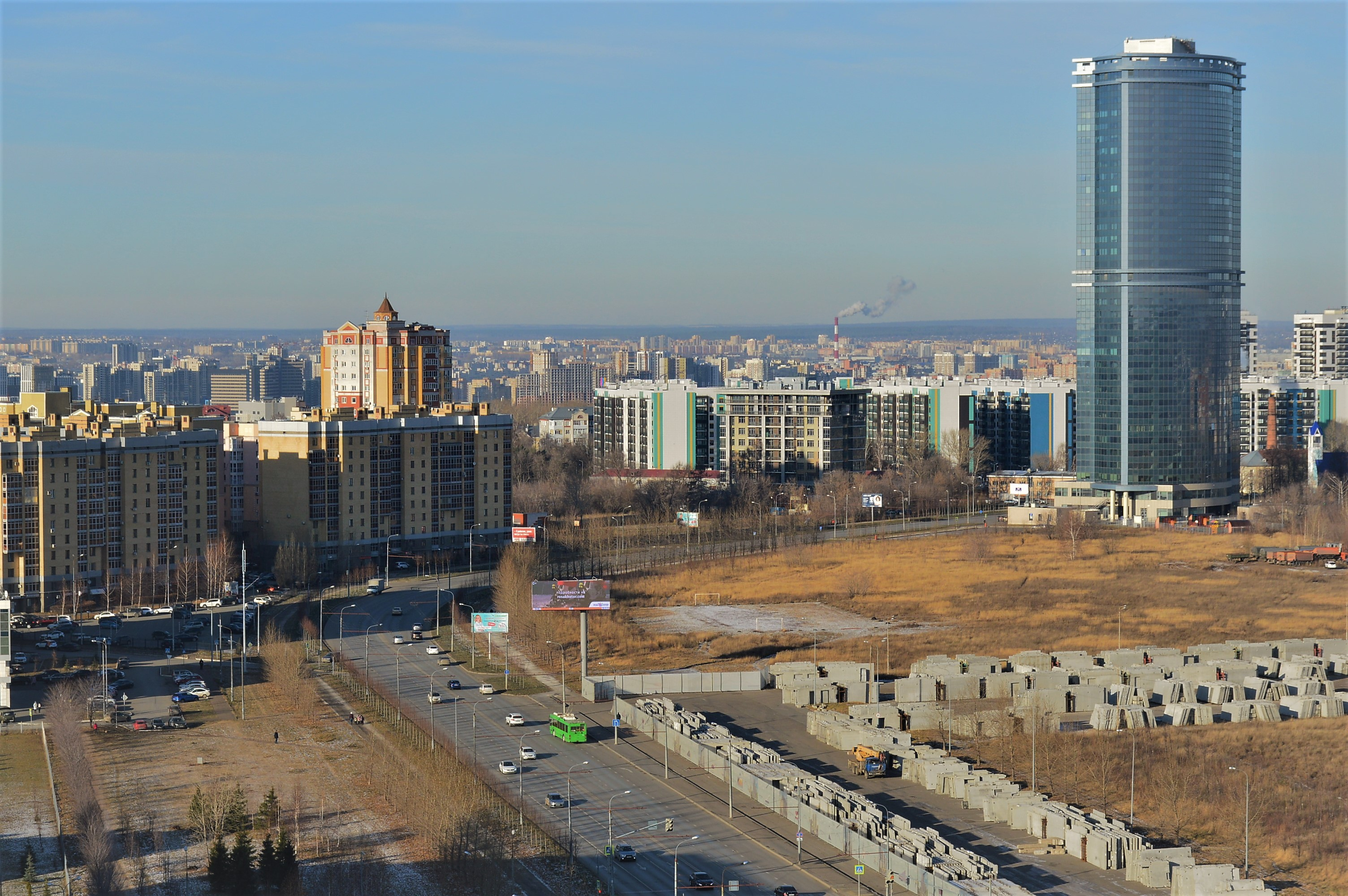
Проспект Альберта Камалеева: слева — дома жилого комплекса «Казань XXI век», справа — самое высокое здание Казани — жилой комплекс «Лазурные небеса» (ноябрь 2020)
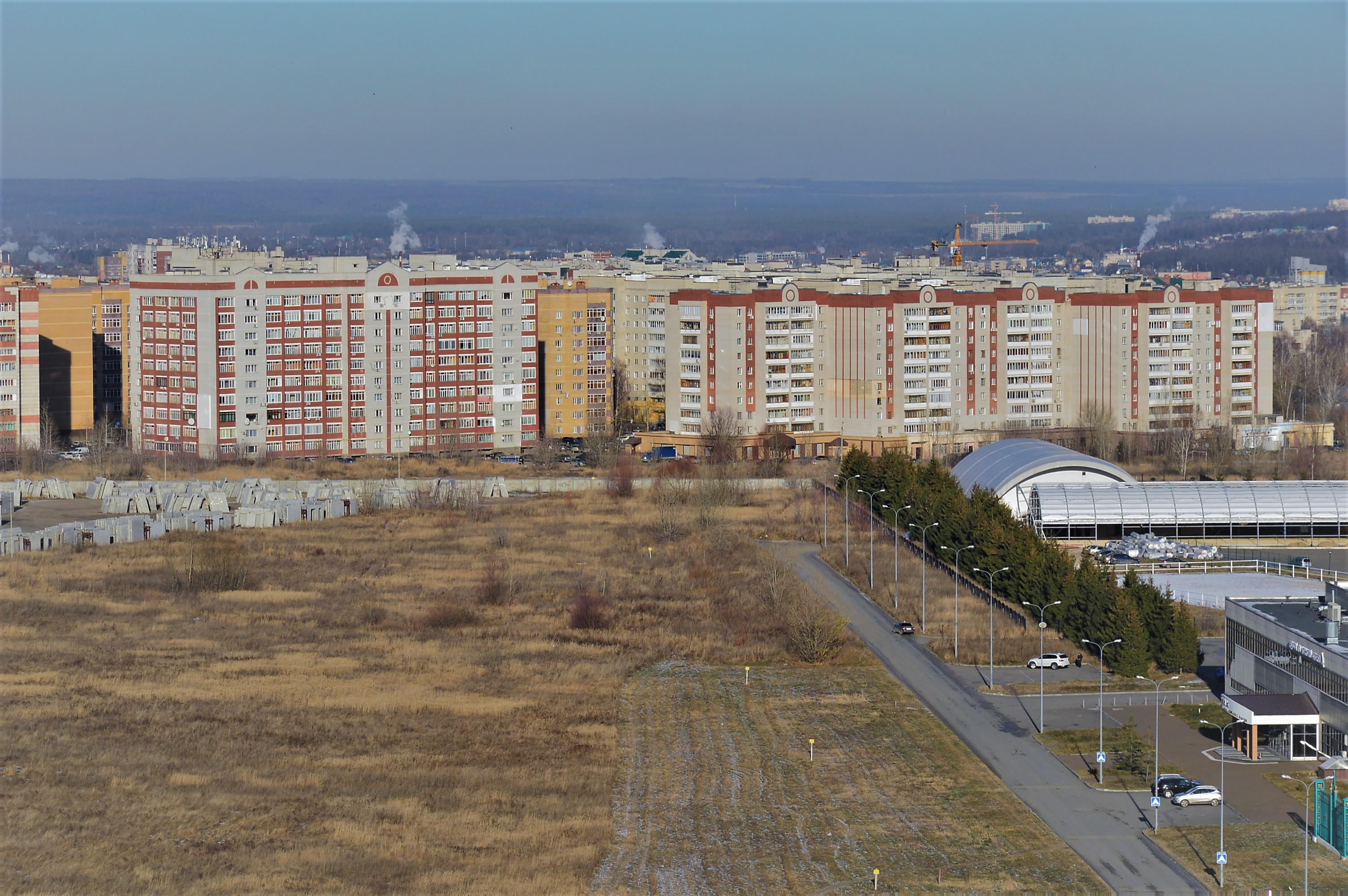
Первые жилые дома, возведённые в конце 1990-х — в 2000-х годах на части территории бывшего аэропорта Казань-2 (ноябрь 2020)
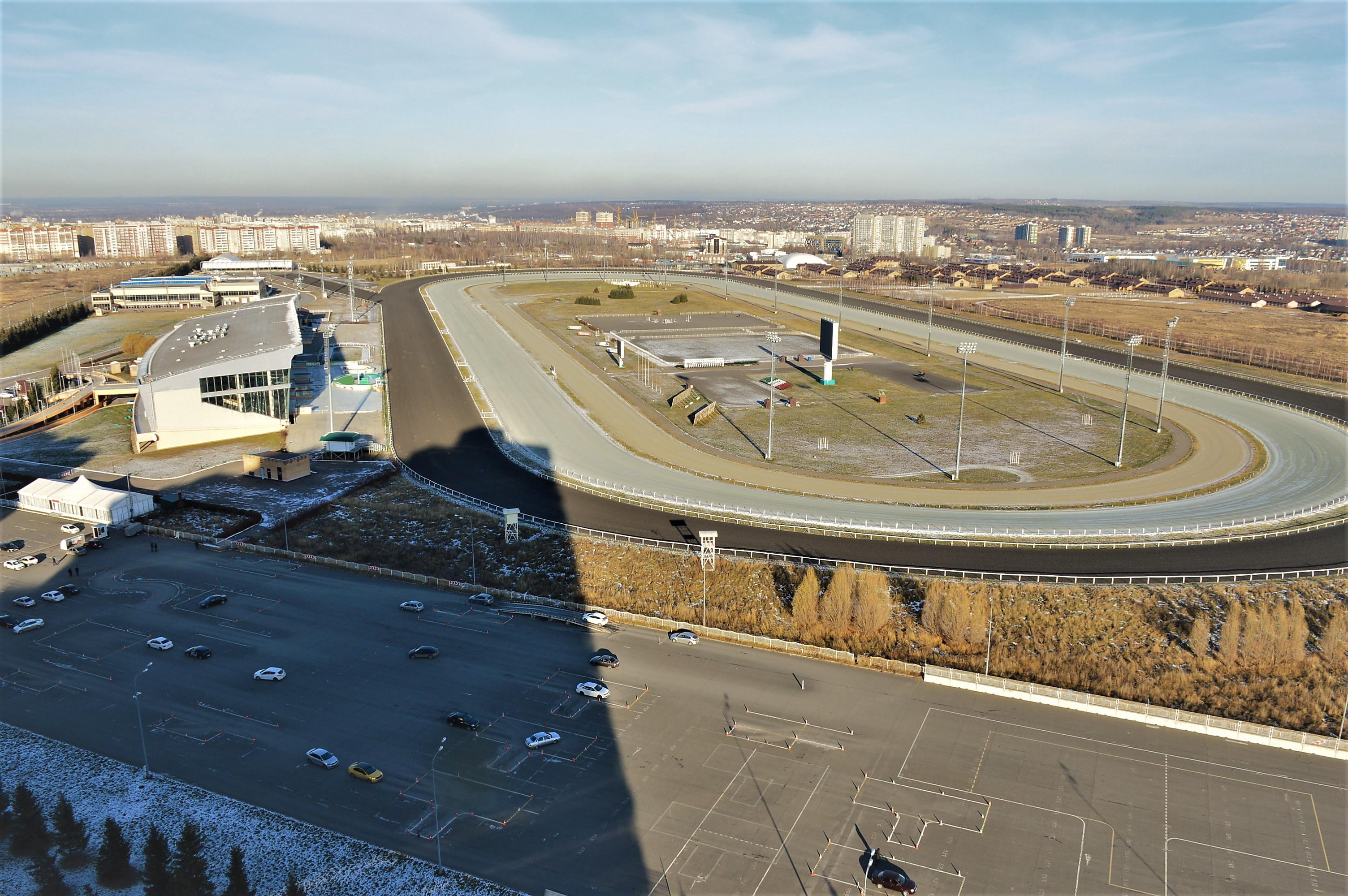
Международный конно-спортивный комплекс «Казань», открытый в 2005 году (ноябрь 2020)
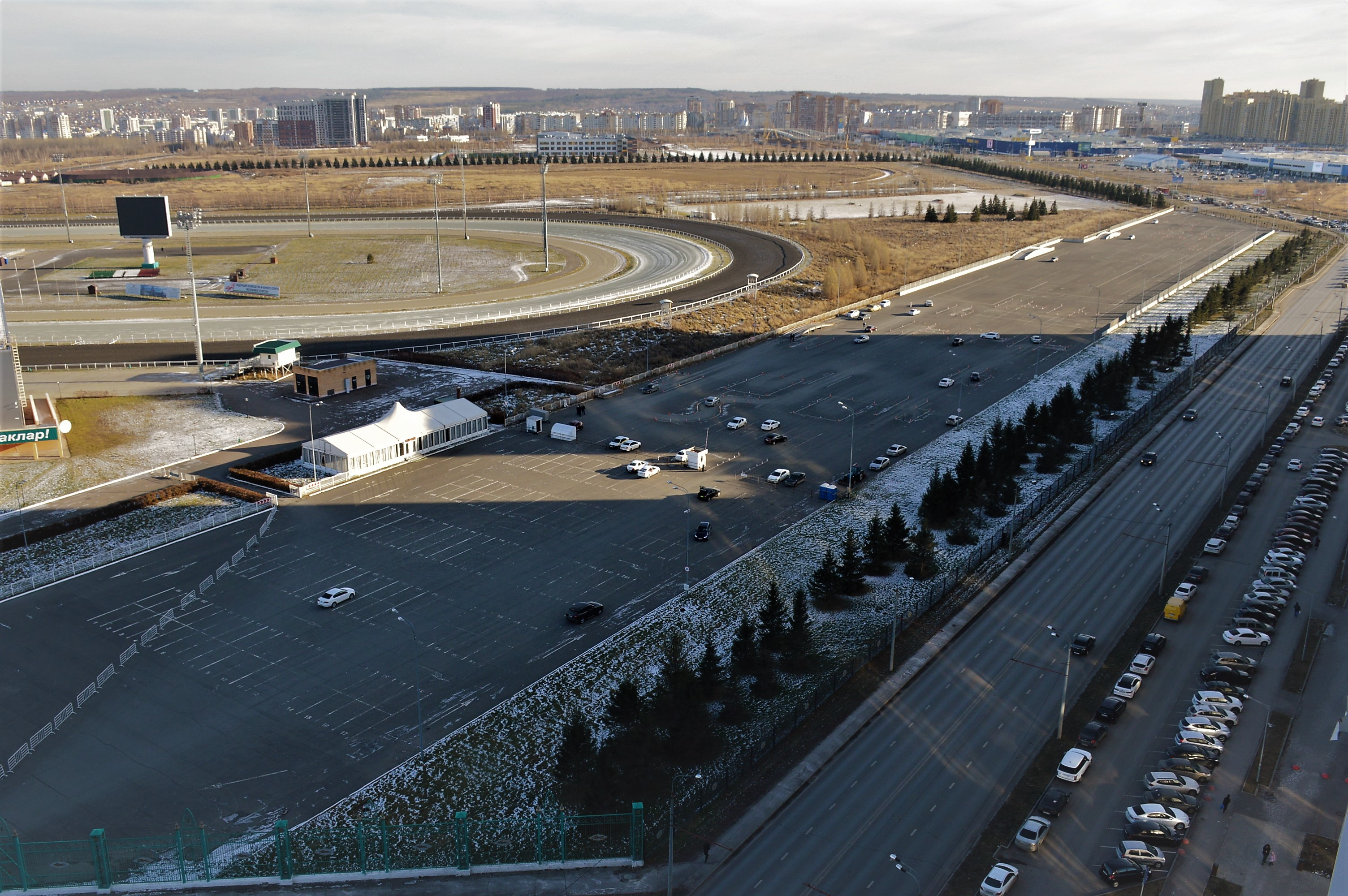
Сохранившаяся часть бетонированной взлётно-посадочной полосы (ноябрь 2020)
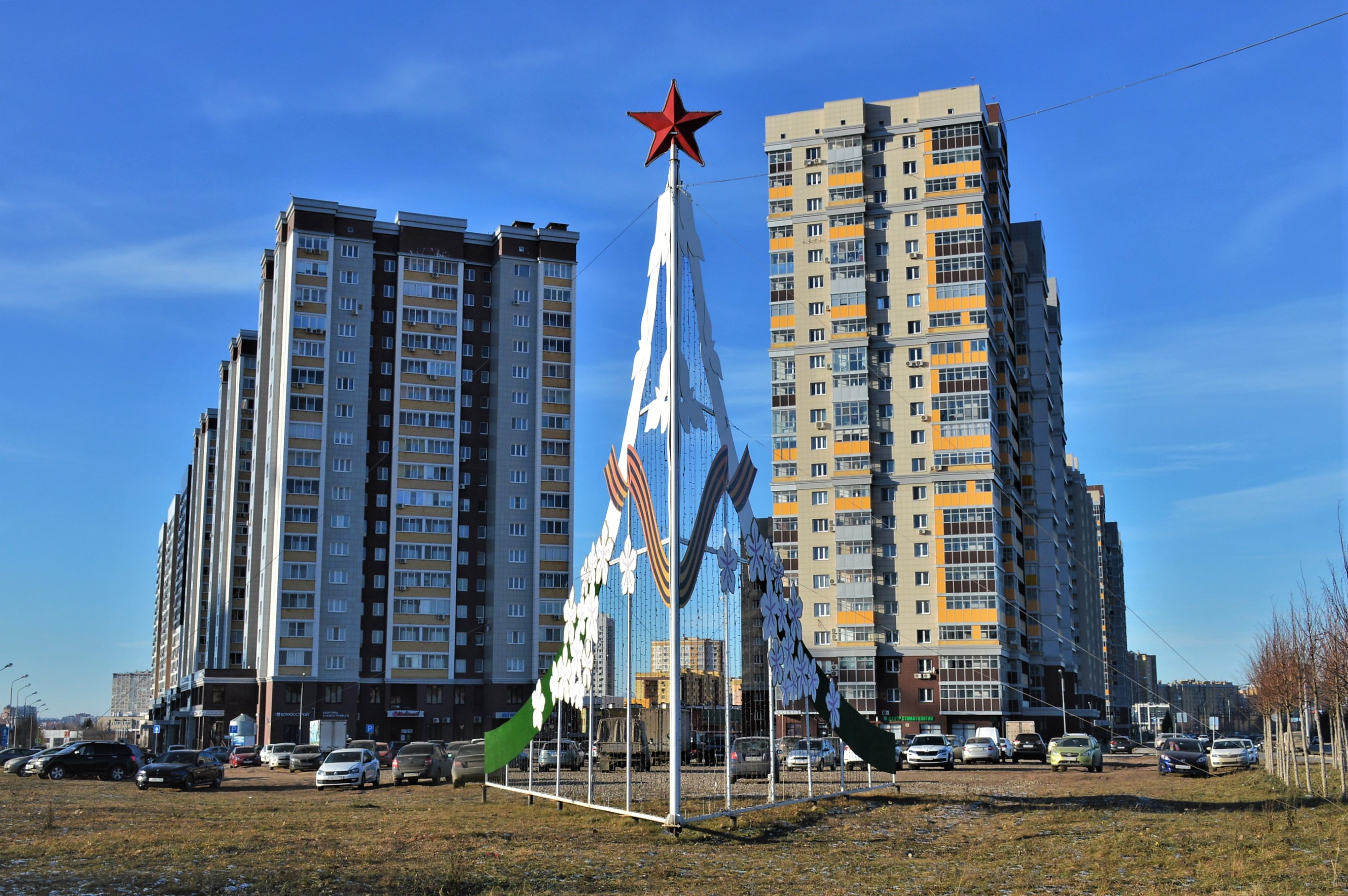
Вторая очередь жилого комплекса «Казань XXI век» (ноябрь 2020)

## Топонимика
Аэропорт Казань / Казань-2 оставил о себе память в названии улицы Аэропортовской, которая расположена рядом с территорией бывшего аэродрома.
Также с 2006 года об аэропорте Казань-2 напоминала улица Взлётная, отчасти проложенная по бывшей бетонированной взлётно-посадочной полосе, отчасти — параллельно ей. Но 25 августа 2009 года она была переименована в проспект Альберта Камалеева.
А вот Аэровокзальная площадь отсутствует в Реестре названий улиц города Казани, поэтому данное название нельзя считать официальным.